# Războiul din 1812
Războiul din 1812 a fost un conflict între Statele Unite și Regatul Unit, fiecare cu aliații săi, desfășurat între iunie 1812 și februarie 1815. Istoricii britanici îl consideră adesea un teatru de operațiuni minor al Războaielor Napoleoniene; în Statele Unite și Canada, el este însă considerat un război de sine stătător.
De la izbucnirea conflictului cu Franța Napoleoniană, Regatul Unit aplicase o blocadă navală pentru împiedicarea comerțului neutru cu Franța, practică pe care Statele Unite o contestau ca fiind ilegală în raport cu dreptul internațional. Pentru a strânge resurse umane pentru blocadă, britanicii au recrutat cu forța⁠(d) marinari comerciali americani pentru Marina Regală. Incidente ca afacerea Chesapeake–Leopard⁠(d) au inflamat sentimentele antibritanice din SUA. În 1811, britanicii s-au indignat și ei de afacerea Little Belt⁠(d), în care 11 marinari britanici și-au pierdut viața. Regatul Unit i-a aprovizionat pe indienii care efectuau raiduri asupra coloniștilor americani de la frontieră, încetinind expansiunea americană și provocând resentimente. Istoricii încă dezbat dacă dorința de a anexa, parțial sau integral, America de Nord Britanică (Canada) a contribuit la hotărârea americanilor de a declara război. La 18 iunie 1812, președintele american James Madison, a semnat, după mari presiuni ale „Șoimilor Războiului” din Congres, declarația de război împotriva Regatului Unit⁠(d).
Cu majoritatea armatei europene angajată în luptă contra lui Napoleon, Regatul Unit a adoptat o strategie defensivă. Susținerea efortului de război a fost dificilă pentru americani din cauza nepopularității campaniilor⁠(d), mai ales în New England, unde războiul era denumit cu dispreț „Războiul Dlui Madison”. Înfrângerile suferite de americani în asediul Detroitului⁠(d) și în bătălia de la Queenston Heights⁠(d) au frustrat eforturile acestora de a cuceri Canada Superioară, și au ameliorat moralul britanicilor. Tentativele americanilor de a invada Canada Inferioară⁠(d) și de a captura Montrealul au dat și ele greș. În 1813, americanii au câștigat bătălia de pe Lacul Erie⁠(d), dobândind control asupra lacului, iar în bătălia de pe Thames⁠(d) au învins Confederația lui Tecumseh⁠(d), asigurându-și un obiectiv primar al războiului. O ultimă tentativă americană de invadare a Canadei a fost blocată în bătălia de la Lundy's Lane⁠(d) din vara lui 1814. Pe mare, puternica Marină Regală a efectuat o blocadă a porturilor americane, întrerupând comerțul și permițând britanicilor să efectueze în voie raiduri pe coastă. În 1814, unul din aceste raiduri s-a soldat cu incendierea capitalei Washington, deși americanii au respins ulterior tentativele britanicilor de a invada New Englandul⁠(d) și de a captura Baltimore-ul⁠(d).
În Regatul Unit, a crescut opoziția față de impozitele puse pentru război și au apărut cereri de reluare a comerțului cu America. După abdicarea lui Napoleon, blocada Franței a luat sfârșit și Regatul Unit a încetat recrutările forțate de marinari, ceea ce a lăsat caducă problema care a declanșat conflictul. Britanicii au reușit apoi să crească forța blocadei de pe coasta americană, anihilând comerțul maritim american și aducând guvernul SUA în pragul falimentului. Niciuna din părți nu mai dorea să continue luptele. Negocierile de pace au început în august  1814, iar tratatul de la Ghent s-a semnat la 24 decembrie. Vestea păcii a ajunst în America după ceva timp. Neștiind de tratat, forțele britanice au invadat Louisiana și au fost învinse în bătălia de la New Orleans în ianuarie 1815. Americanii au considerat că aceste victorii tardive au restaurat onoarea națională. După aceea, s-a ajuns la începutul Epocii Bunelor Sentimente⁠(d), o perioadă de unitate națională. Vestea tratatului s-a răspândit la scurt timp, și a dus la încetarea operațiunilor militare. Tratatul a fost ratificat de SUA la 17 februarie 1815, și a pus capăt războiului fără modificări teritoriale.

## Originile
Istoricii dezbat de multă vreme ponderea pe care a avut-o fiecare cauză probabilă care a stat la baza Războiului din 1812. În această secțiune sunt rezumați câțiva factori mai importanți care au determinat Statele Unite să declare război.

### Onoarea și ideea de un al doilea război de independență
După cum observa Risjord (1961), o motivație puternică pentru americani era dorința de a conserva onoarea națională în fața a ceea ce considerau a fi insulte din partea britanicilor, cum a fost cazul afacerii Chesapeake–Leopard⁠(d). H. W. Brands⁠(d) spunea: „ceilalți șoimi ai războiului vorbeau despre lupta cu Marea Britanie drept un al doilea război de independență; [Andrew] Jackson, care încă mai purta cicatricile primului război de independență, era deosebit de convins de această opinie. Conflictul ce se apropia era despre încălcările drepturilor americanilor, dar și despre repararea orgoliului identității americane”. Americanii contemporani și istoricii ulteriori au vorbit despre acest conflict ca despre un „al Doilea Război de Independență” al Statelor Unite.
Britanicii au fost și ei jigniți de afacerea Little Belt. Aceasta le-a stârnit britanicilor un interes deosebit în capturarea navei-amiral a Statelor Unite, President, ceea ce au reușit în 1815.

### Recrutările forțate și acțiunile navale
În 1807, Regatul Unit a inntrodus o serie de restricții comerciale prin ordin al Consiliului de Coroană⁠(d) pentru a împiedica comerțul țărilor neutre cu Franța, cu care britanicii se luptau pe atunci în contextul Războaielor Napoleoniene. Statele Unite au contestat aceste restricții, denunțându-le drept ilegale în raport cu dreptul internațional. Istoricul Reginald Horsman afirmă că „o secțiune mare a influentei opinii publice britanice, atât în guvern cât și în țară, credea că America reprezintă o amenințare la adresa supremației maritime britanice.”
Marina comercială americană aproape că-și dublase efectivele între 1802 și 1810, și devenise de departe cea mai mare flotă neutră. Cel mai mare partener comercial al său era Marea Britanie, care achiziționa  80% din bumbacul american și  50% din celelalte mărfuri de export. Publicul și presa britanice erau deranjate de crescânda concurență mercantilă și comercială. Viziunea americană era că Regatul Unit le încălcase drepturile de a face comerț cu alții.
De-a lungul Războaielor Napoleoniene, Marina Regală crescuse și ea la 176 de vase de luptă și 600 de nave în total, necesitând 140.000 de persoane ca echipaj. Pe timp de pace, Marina Regală își putea completa efectivele cu voluntari, dar pe timp de război concura cu marina comercială⁠(d) și cu corsarii pentru numărul redus de marinari experimentați, așa că a recurs la recrutări forțate⁠(d) de pe navele comerciale străine sau interne ancorate în porturi atunci când nu-și putea opera navele doar cu voluntari.
Statele Unite considerau că dezertorii britanici au dreptul să devină cetățeni americani. Regatul Unit nu recunoștea niciun drept prin care vreun supus britanic să poată renunța la acest statut, să poată emigra sau transfera naționalitatea ca cetățean naturalizat al altei țări. Aceasta însemna că, pe lângă recuperarea dezertorilor din Marină, el considera orice cetățean american născut britanic drept eligibil pentru serviciu militar obligatoriu. Situația era agravată de reținerea cu care Statele Unite emiteau documente oficiale de naturalizare și de larga răspândire între marinari a unor documente de protecție⁠(d) neoficiale sau false. Astfel, Marinei Regale îi era greu să facă distincția între americani și neamericani, astfel încât a recrutat forțat și unii americani care nu fuseseră niciodată britanici. Unii dintre ei și-au dobândit libertatea când au făcut apel. Deși Statele Unite îi recunoșteau pe marinarii de origine britanică de pe navele americane drept americani, dar Regatul Unit, nu.  Amiralitatea a estimat că erau 11.000 de marinari naturalizați⁠(d) pe navele americane în 1805.  Secretarul american al Trezoreriei Albert Gallatin⁠(d) a afirmat că 9000 de marinari americani erau născuți în Regatul Unit.  Mai mult, un număr mare dintre acești marinari britanici erau irlandezi. O anchetă a căpitanului Isaac Chauncey⁠(d) din 1808 a găsit că 58% din marinarii din New York City erau fie cetățeni naturalizați, fie imigranți recenți, majoritatea acestor marinari de origine străină (134 din 150) fiind din Regatul Unit.  Din cei 134, 80 erau irlandezi.
Iritarea americanilor față de recrutările forțate a crescut după ce fregate britanice au fost staționate chiar la ieșirea din porturile americane, în apele teritoriale ale SUA, vizibile de pe țărm, și au început să percheziționeze vasele după marfă de contrabandă și oameni de recrutat. Acțiuni de recrutare mult mediatizate, cum au fost afacerea Leander⁠(d) și afacerea Chesapeake–Leopard⁠(d) au indignat publicul american.
Publicul britanic a fost și el indignat de afacerea Little Belt⁠(d), în care o navă americană mai mare s-a ciocnit cu un mic sloop britanic, acțiune soldată cu moartea a 11 marinari britanici. Ambele părți au susținut că cealaltă a tras prima, dar publicul britanic în mod deosebit a acuzat SUA de atacarea unei vase mai mici, iar unele ziare au cerut răzbunare, în vreme ce Statele Unite au fost încurajate de această victorie împotriva Marinei Regale. Marina SUA a recrutat și ea cu forța marinari britanici, dar guvernul britanic considera această practică drept una legitimă și prefera să recupereze marinarii britanici recrutați cu forța de americani doar în funcție de caz.

### Susținerea britanică pentru raidurile băștinașilor americani
Teritoriul de Nord-Vest, care consta din actualele state Ohio, Indiana, Illinois, Michigan și Wisconsin, era terenul de luptă al unui conflict între popoarele băștinașe și Statele Unite. Imperiul Britanic cedase Statelor Unite acel teritoriu prin tratatul de la Paris din 1783, ambele părți ignorând faptul că acel teritoriu era deja locuit de diferite triburi amerindiene. Printre acestea se numărau triburile Miami⁠(d), Winnebago⁠(d), Shawnee⁠(d), Fox⁠(d), Sauk⁠(d), Kickapoo⁠(d), Delaware⁠(d) și Wyandot. Unii războinici, care și-au părăsit popoarele de origine, l-au urmat pe Tenskwatawa⁠(d), profet Shawnee, frate cu Tecumseh. Tenskwatawa avea viziunea purificării societății sale prin izgonirea „copiilor Spiritului Rău”, adică a coloniștilor americani. Indienii voiau să-și creeze propriul stat în nord-vest pentru a pune capăt definitiv amenințării americane, după ce a devenit clar că americani voiau să ocupe ei tot pământul din Vechiul Nord-Vest. Tenskwatawa și Tecumseh au format o confederație cu numeroase triburi pentru a bloca expansiunea americană. Britanicii îi considerau pe amerindieni niște aliați valoroși, care pot servi drept tampon între americani și coloniile lor canadiene, și i-au aprovizionat cu arme. Atacurile asupra coloniștilor americani din Nord-Vest au agravat și mai mult tensiunile între Regatul Unit și Statele Unite. Raidurile au crescut în frecvență în 1810 și 1811; congresmanii din Vest considerau raidurile intolerabile și cereau încetarea lor definitivă. Politica britanică față de indienii din Nord-Vest oscila pe de o parte între dorința de a-i ține pe americani ocupați cu luptele în Nord-Vest și de a conserva o regiune ce furniza profituri bune negustorilor canadieni de blănuri, și pe de altă parte teama că o susținere prea importantă și fățișă a indienilor îi va aduce în război cu Statele Unite. Deși planurile lui Tecumseh de formare a unui stat indian în Nord-Vest ar fi fost în folosul Americii de Nord Britanice, care ar fi fost mai ușor de apărat, înfrângerile suferite de confederația lui Tecumseh i-a făcut pe britanici în același timp să se ferească să meargă prea departe în susținerea a ceea ce părea a fi o cauză pierdută. În lunile dinaintea războiului, diplomații britanici au încercat să dezamorseze tensiunile de la frontieră.

Raidurile confederației, și chiar existența acesteia, împiedica expansiunea americană spre mănoasele câmpii ale Teritoriului de Nord-Vest. Pratt scria:
„Există ample dovezi că autoritățile britanice au făcut tot ce le-a stat în putere să păstreze sau să câștige loialitatea indienilor din Nord-Vest cu așteptarea de a-i folosi ca aliați în caz de război. Loialitatea indienilor putea fi păstrată doar prin daruri, niciun dar nu era mai binevenit decât o armă mortală. Puști și muniții, tomahawkuri și cuțite de scalpat erau împărțite cu oarecare dărnicie de agenții britanici.”
Conform Centrului de Istorie Militară al Armatei SUA, însă, „frontieriștii lacomi de pământ”, care „nu se îndoiau că problemele pe care le aveau cu băștinașii erau rezultatul intrigilor britanice, au exacerbat problema răspândind zvonuri, „după fiecare raid american, despre muschete militare și alte echipamente britanice găsite pe câmpul de luptă”. Astfel, „vesticii erau convinși că problemele lor s-ar rezolva cel mai bine prin îndepărtarea britanicilor din Canada”.
Britanicii aveau de multă vreme obiectivul de a crea un stat mare, neutru, de băștinași americani, care să acopere mare parte din actualele state Ohio, Indiana și Michigan. Chiar în toamna lui 1814 au făcut astfel de cereri la conferința de pace, dar în 1813 ei pierduseră controlul asupra vestului actualei provincii Ontario în bătălii-cheie pe și pe lângă Lacul Erie. Aceste bătălii au distrus confederația indiană⁠(d) care fusese principalul aliat al britanicilor în acea regiune, slăbindu-i poziția de negociere. Deși mare parte din zonă a rămas sub controlul britanicilor sau al amerindienilor aliați cu ei, la insistențele americanilor, și având alte priorități, britanicii au renunțat la pretenții.

### Expansionismul american
Expansiunea americană în Teritoriul de Nord-Vest era obstrucționată de la sfârșitul Revoluției Americane de diferite triburi indiene, aprovizionate și încurajate de britanici. Americanii de pe frontiera de vest cereau imperios încetarea acestor ingerințe. Nu există însă consens dacă dorința americanilor de a anexa Canada a fost sau nu cauza principală a războiului. Mai mulți istorici consideră că s-a vrut cucerirea Canadei doar pentru a servi drept pârghie în negocieri, la care să se poată renunța ulterior în schimbul acceptului britanicilor de a da înapoi pe chestiunile maritime. Ar fi și întrerupt aprovizionarea coloniilor britanice din Indiile de Vest, și i-ar fi împiedicat temporar pe britanici să continue înarmarea indienilor. Mulți istorici consideră însă dorința de a anexa Canada o cauză a războiului. Această idee a fost mai preponderentă până prin 1940, dar continuă să aibă adepți și astăzi.  Congressmanul Richard Mentor Johnson a spus Congresului că atrocitățile comise constant de indieni pe râul Wabash din Indiana au fost facilitate de aprovizionarea lor din Canada și că erau dovada că „războiul deja a început. ... nu voi muri niciodată liniștit până nu am să văd izgonirea Angliei din America de Nord și teritoriile ei încorporate în Statele Unite.”

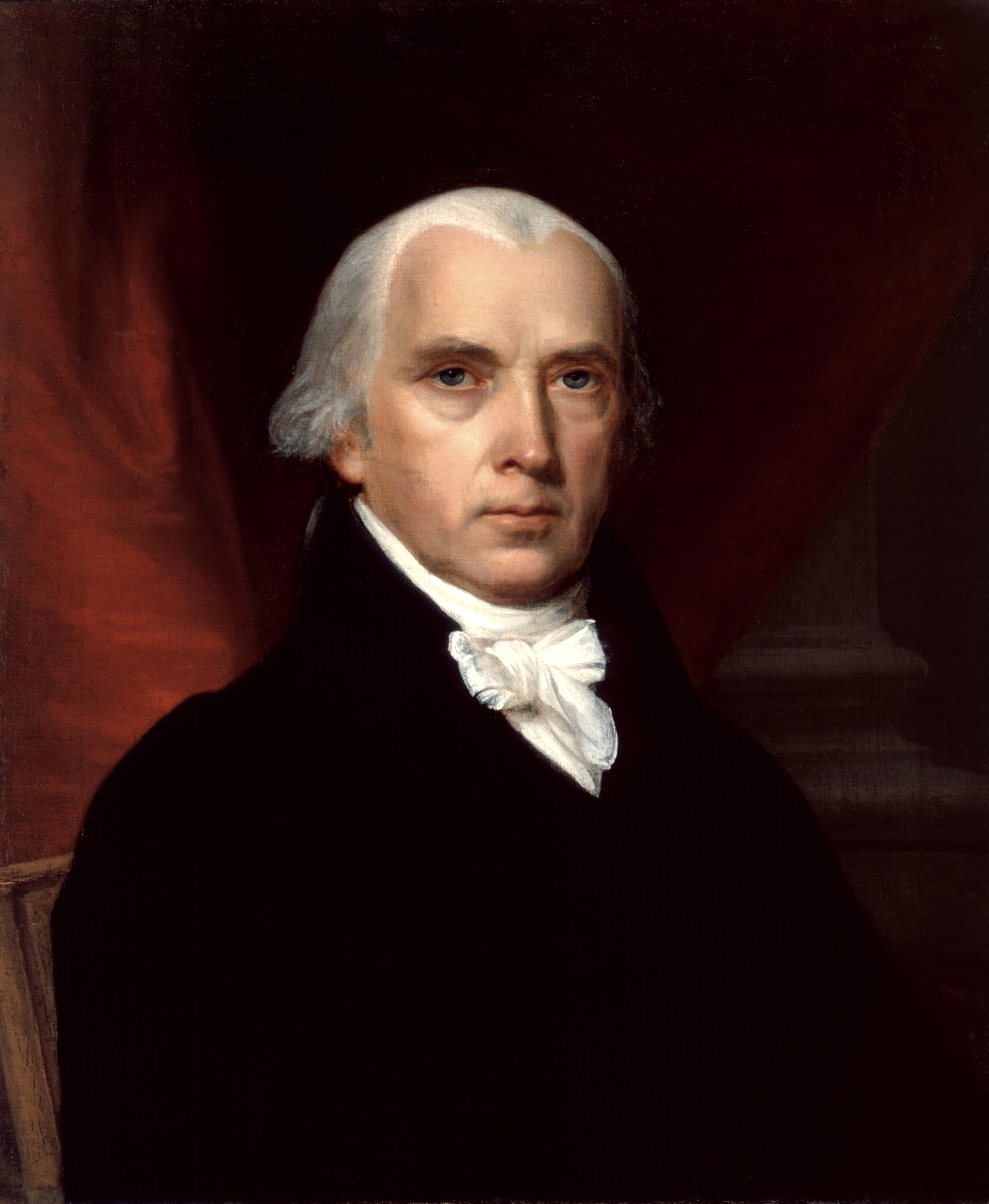
James Madison, președinte al SUA (1809–1817)

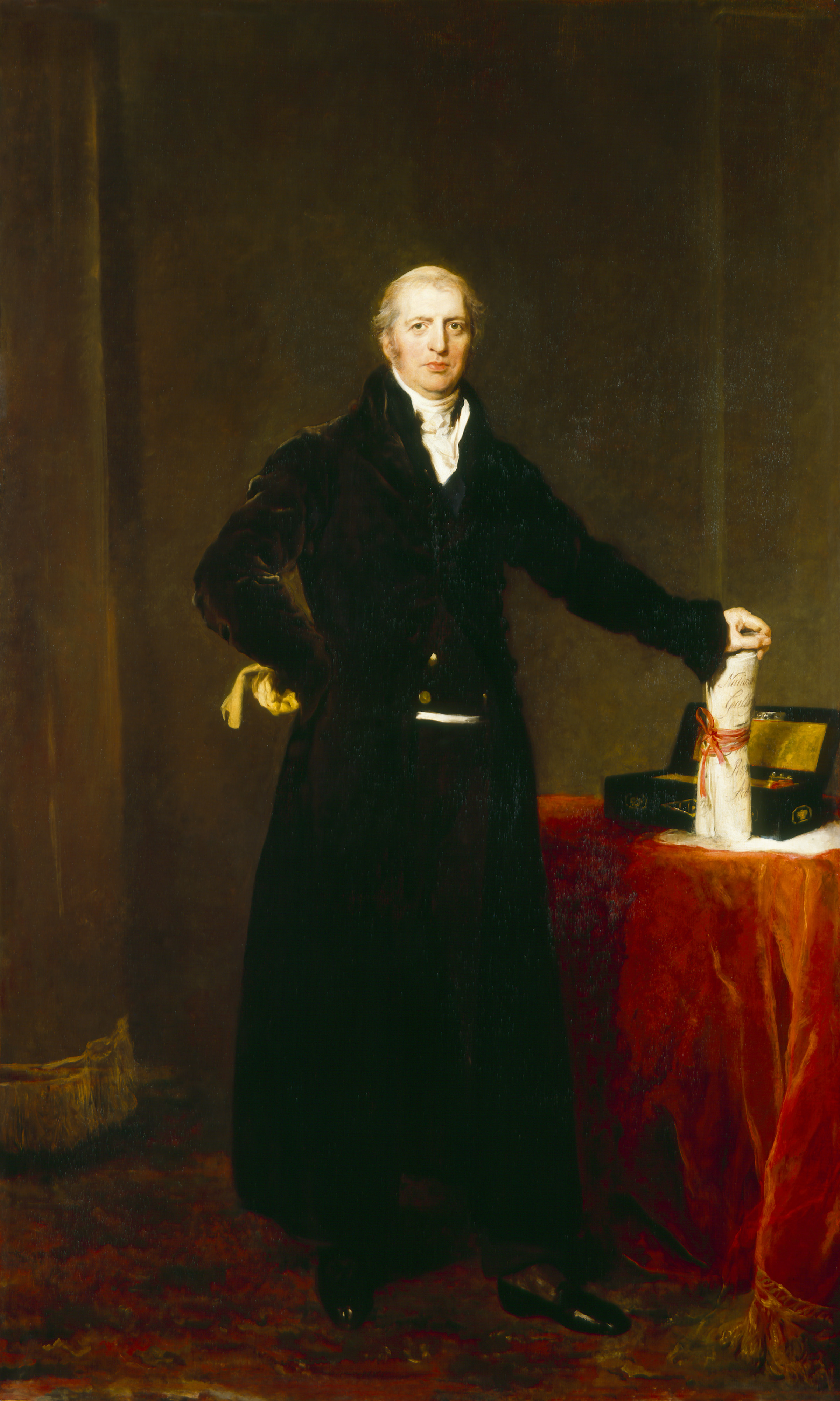
Lord Liverpool, prim-ministru britanic (1812–1827)

Madison era de părere că politicile economice britanice gândite pentru a favoriza preferința imperială fac rău economiei americane și că atâta timp cât există America de Nord Britanică, ea este un canal prin care contrabandiștii americani îi subminează politicile comerciale, ceea ce impune astfel ca Statele Unite să anexeze America de Nord Britanică. Mai mult, Madison credea că ruta comercială Marile Lacuri-Sf. Laurențiu ar putea deveni principala rută comercială de export al bunurilor nord-americane spre Europa în detrimentul economiei SUA, și că dacă SUA controlează resursele Americii de Nord Britanic, cum ar fi lemnul de care au britanicii nevoie pentru navele lor oceanice, atunci Regatul Unit va fi forțat să-și schimbe politicile maritime care indignaseră atât de grav opinia publică americană. Mulți americani credeau că este ceva natural ca țara lor să absoarbă America de Nord Britanică, un congressman, John Harper, declarând într-un discurs că „Însuși Autorul Naturii a marcat limitele noastre la sud prin Golful Mexic, și în nord prin regiunile de veșnic îngheț”. Canada Superioară (astăzi, sudul provinciei Ontario) fusese colonizat mai ales de exilați din Statele Unite din timpul Revoluției (loialiștii Imperiului Unit⁠(d)) sau de imigranți americani postbelici. Loialiștii erau ostili unirii cu Statele Unite, în timp ce coloniștii imigranți nu erau în general interesați de politică și au rămas neutri sau i-au susținut pe britanici în război. Coloniile canadiene erau rarefiat populate și doar ușor apărate de Armata Britanică. Americanii credeau pe atunci că mulți din Canada Superioară se vor ridica și vor primi armata invadatoare americană ca pe niște eliberatori, ceea ce nu s-a întâmplat. Unul din motivele pentru care forțele americane s-au retras după o bătălie câștigată în interiorul Canadei era acela că nu putea obține provizii de la localnici. Dar americanii credeau că posibilitatea susținerii locale sugerează o cucerire ușoară, așa cum opina fostul președinte Thomas Jefferson: „cucerirea Canadei în acest an, până la vecinătatea Quebecului, va fi doar o chestiune de a efectua un marș, și ne va da experiența pentru atacul asupra Halifaxului, următoarea și finala izgonire a Angliei de pe continentul american.”
Anexarea era susținută de oamenii de afaceri americani de la frontieră care doreau să capete control asupra comerțului de pe Marile Lacuri.
Carl Benn observa că dorința șoimilor războiului de a anexa Canadele era similară cu entuziasmul pentru anexarea Floridei Spaniole⁠(d) de către locuitorii Sudului Statelor Unite; ambii se așteptau ca războiul să faciliteze o expansiune în teritoriile demult dorite și să pună capăt susținerii primite de triburile indiene ostile (Confederația lui Tecumseh în nord și indienii Creek în sud).
Congressmanul de Tennessee Felix Grundy⁠(d) considera dobândirea Canadei drept un lucru esențial  pentru a conserva echilibrul politic intern, susținând că anexarea Canadei va menține echilibrul state libere-state sclavagiste, care altfel ar fi putut fi distrus prin obținerea Floridei și colonizarea zonelor sudice ale recentei Achiziții a Louisianei.
Istoricul Richard Maass a susținut în 2015 că tema expansionistă este un mit care contravine „relativului consens între experți că obiectivul primar al SUA era îndepărtarea restricțiilor maritime britanice”. El susține că între specialiști există consensul că Statele Unite au declarat război „deoarece șase ani de sancțiuni economice nu reușiseră să aducă Marea Britanie la masa negocierilor, și amenințarea bazei de aprovizionare din Canada a Marinei Britanice era ultima lor speranță.” Maass acceptă că, teoretic, expansionismul i-ar fi tentat pe americani, dar găsește că „liderii se temeau de consecințele politice interne pe care le-ar implica”. În special, limitatul expansionism care exista era concentrat pe pământurile rarefiat populate dinspre vest și nu pe mai populatele așezări din est[ul Canadei]”. Cu toate acestea, Maas arată că mulți istorici continuă să creadă că expansionismul a fost o cauză.

Horsman afirma că expansionismul a jucat un rol de cauză secundară după chestiunile maritime, observând că mulți istorici respingeau, în mod eronat, expansionismul drept cauză a războiului. El observa că era considerat un element-cheie pentru păstrarea echilibrului secțional între statele libere și cele sclavagiste, a cărui balanță secțională fusese înclinată de colonizarea americană a Teritoriului Louisiana, și era susținut de zeci de congresmani „șoimi ai războiului”, ca John A. Harper, Felix Grundy, Henry Clay și Richard M. Johnson, care au votat pentru război având expansiunea drept obiectiv-cheie.
„Nefiind de acord cu acele interpretări care au pus accent pe expansionism și au minimizat cauzele maritime, istoricii au ignorat temerile profunde ale americanilor în raport cu securitatea națională, visele la un continent controlat pe deplin de Statele Unite republicane, și dovezile că mulți americani credeau că Războiul din 1812 va fi ocazia ca Statele Unite să dobândească demult-dorita anexare a  Canadei ... Thomas Jefferson a rezumat bine opinia majoritară americană despre război ... spunând că „cedarea Canadei ... trebuie să fie un Sine qua non⁠(d) la un tratat de pace”.”
Horsman declară însă în opinia sa că „dorința de a lua Canada nu a produs Războiul din 1812” și că „Statele Unite nu au declarat război pentru că voiau să obțină Canada, ci cucerirea Canadei ar fi fost un mare beneficiu colateral al conflictului.”
Istoricul Alan Taylor⁠(d) spune că mulți congresmani democrat-republicani, ca Richard Mentor Johnson, John Adams Harper⁠(d) și Peter Buell Porter⁠(d), „își doreau să-i gonească pe britanici de pe continent și să anexeze Canada.” Câțiva sudiști se opuneau, de teama unui dezechilibru între statele libere și cele sclavagiste în caz că se anexează Canada, în vreme ce anticatolicismul⁠(d) i-a făcut și el pe mulți să se opună anexării Canadei Inferioare, majoritar catolice, considerând locuitorii ei francofoni „nepotriviți ... pentru cetățenia republicană”. Chiar și marile figuri ca Henry Clay și James Monroe se așteptau să păstreze cel puțin Canada Superioară în caz de cucerire ușoară. Generali americani notabili, ca William Hull⁠(d), s-au lăsat conduși de acest sentiment și au emis în timpul războiului proclamații adresate canadienilor, promițându-le eliberarea republicană prin încorporarea în Statele Unite; proclamație pe care guvernul nu a dezavuat-o niciodată oficial. Generalul Alexander Smyth⁠(d) a declarat și el trupelor lui că atunci când vor invada Canada „veți intra într-o țară care va deveni unul din Statele Unite. Veți ajunge printre niște oameni care au să vă devină concetățeni.” Lipsa unei viziuni clare privind intențiile SUA au subminat însă aceste apeluri.
David și Jeanne Heidler afirmă că „majoritatea istoricilor sunt de acord că Războiul din 1812 nu a fost cauzat de expansionism, ci a reflectat o îngrijorare reală a patrioților americani față de apărarea drepturilor neutre ale Statelor Unite față de aroganta tiranie a Marinei Britanice. Aceasta nu înseamnă că obiectivele expansioniste nu ar putea profita de pe urma războiului.”
Ei argumentează și că „dobândirea Canadei ar fi satisfăcut dorințele expansioniste ale Americii”, descriind-o ca un scop-cheie al expansioniștilor din vest, care, spun ei, credeau că „eliminând prezența britanică din Canada le va îndeplini cel mai bine” dorința lor de a opri susținerea britanică pentru raidurile indienilor. Ei arată că „îndelungata dezbatere” este pe tema importanței relative a expansionismului ca factor, și dacă „expansionismul a jucat un rol mai important în izbucnirea Războiului din 1812 decât grija americanilor de a-și proteja drepturile neutre pe mare.”

### Conflictul politic american
Deși guvernul britanic nu dădea atenție situației nord-americane care se deteriora, în vreme ce atenția sa era concentrată pe implicarea într-un război european continental⁠(d), Statele Unite erau într-o perioadă de important conflict politic între Partidul Federalist (centrat mai ales în nord-est), care susținea un guvern central puternic și legături mai strânse cu Marea Britanie, și Partidul Democrat-Republican (cu cea mai mare bază de putere în Sud și în Vest), care favoriza un guvern central slab, conservarea drepturilor statelor (incluzând sclavia), expansiunea în teritoriile indienilor, și o distanțare mai fermă de Marea Britanie. În 1812, Partidul Federalist slăbise considerabil, și democrat-republicanii, care îl aveau pe James Madison la finalul primului mandat de președinte și majorități în Congres, se aflau în poziția de a-și urma agenda mai agresivă față de Marea Britanie. De-a lungul războiului, susținerea cauzei americane a fost slabă și uneori inexistentă în zonele federaliste din nord-est. Puțini oameni s-au oferit voluntari să lupte; băncile evitau finanțarea războiului. Negativismul federaliștilor, exemplificat mai ales de Convenția de la Hartford⁠(d) din 1814–1815, a distrus reputația partidului lor, care a mai supraviețuit apoi doar în zone izolate. În 1815, războiul era larg susținut în toate zonele țării. Aceasta a permis democrat-republicanilor triumfanți să adopte unele politici federaliste, cum ar fi înființarea unei bănci naționale, reînființată de Madison în 1816.

## Forțele

### Americanii
Marina Statelor Unite avea 7250 de marinari și pușcași marini în 1812. Era bine antrenată, ca o forță profesionistă, care luptase bine împotriva piraților barbari și împotriva Franți în Cvasi-Război. Era dotată cu 13 nave de război oceanice, dintre care trei erau „super-fregate”. Principala problemă era lipsa fondurilor, întrucât mulți congresmani nu înțelegeau nevoia de o marină puternică. Navele de război americane erau toate bine construite și egale, dacă nu superioare navelor britanice de clasă similară (construcțiile navale britanice puneau accent pe cantitate, nu pe calitate). Cele mai mari nave americane erau însă fregate, și americanii nu aveau nave de linie capabile să intre într-o luptă între flote pe mare cu Marina Regală.
În larg, americanii puteau urmări doar o strategie de război de raiduri⁠(d), folosind fregatele și corsarii pentru a confisca nave comerciale britanice. Înainte de război, Marina SUA era în mare parte concentrată pe coasta Atlanticului și la izbucnirea războiului avea doar două bărci înarmate pe Lacul Champlain, un bric pe Lacul Ontario și un alt pric în Lacul Erie.
Forțele terestre americane erau mult mai mari decât Armata Britanică din America de Nord, iar soldații erau bine pregătiți și curajoși. Conducerea însă era inconsistentă în rândul corpului ofițerilor; unii ofițeri s-au dovedit remarcabili, dar mulți alții erau incompetenți, care își ocupaseră posturile mulțumită unor favoruri politice. Congresul era ostil ideii de armată permanentă și, în timpul războiului, guvernul SUA a chemat 450.000 de oameni din milițiile statelor, un număr puțin mai mare decât întreaga populație a Americii de Nord Britanice. Milițiile statelor erau însă slab antrenate, modest înarmate și incompetent conduse. După bătălia de la Bladensburg⁠(d) din 1814, în care milițiile din Maryland și Virginia au suferit o grea înfrângere în fața Armatei Britanice, președintele Madison a comentat: „nu aș fi crezut niciodată că există o diferență atât de mare între niște trupe regulate și o forță de miliție, dacă nu aș fi fost martor la scenele de astăzi.”

### Britanicii
Marina Regală Britanică era o forță profesionistă, bine condusă, considerată cea mai puternică marină din lume. Cât timp continua războiul cu Franța, America de Nord era însă o grijă secundară. În 1813, Franța avea 80 de nave de linie și construia încă 35. Astfel, combaterea flotei franceze a trebuit să rămână principala problemă navală a britanicilor. În Canada Superioară, britanicii aveau Marina Provincială, esențială pentru a menține aprovizionată armata deoarece drumurile din Canada Superioară erau într-o stare foarte proastă. Pe Lacul Ontario și pe râul Sf. Laurențiu, Marina Regală avea două goelete, în timp ce Marina Provincială întreținea patru nave mici de război pe Lacul Erie. Armata Britanică din America de Nord era o forță foarte profesionistă si bine pregătită, dar suferea deoarece era depășită numeric.
Milițiile din Canada Superioară și din cea Inferioară aveau un nivel mult mai scăzut de eficiență militară. Milițiile canadiene (și unitățile regulate recrutate pe plan local denumite Fencibles) erau adesea mai de încredere decât milițiile americane, mai ales când își apărau propriul teritoriu. În aceste condiții, ele au jucat un rol decisiv în diferite ciocniri, între care bătălia de la Chateauguay⁠(d) în care doar forțele canadiene și indiene au oprit o forță americană mult mai mare deși nu beneficiau de susținerea unităților britanice regulate.

### Indienii
Din cauza populației mai reduse în comparație cu a albilor, și în lipsa artileriei, aliații indieni ai britanicilor evitau luptele deschise și se concentrau mai ales pe un război neregulat, bazat pe raiduri și ambuscade. Dată fiind populația mică, era crucială evitarea unor pierderi grele și, în general, căpeteniile indiene încercau să lupte doar în condiții favorabile; orice bătălie ce părea să anunțe pierderi grele era, pe cât posibil, evitată. Principalele arme ale indienilor erau un amestec de tomahawkuri, cuțite, săbii, puști, bâte, săgeți și muschete. Războinicii indieni erau curajoși, dar nevoia de a evita pierderi grele a însemnat că ei nu pot lupta decât în condițiile cele mai favorabile, iar tacticile lor înclinau spre un stil ofensiv mai degrabă defensiv decât ofensiv.
După cum se exprima Benn, acei indieni care au luptat de partea americanilor au furnizat Statelor Unite „cele mai eficiente trupe ușoare”, în timp ce britanicii aveau nevoie disperată ca triburile indiene să compenseze inferioritatea lor numerică. Indiferent de tabăra pentru care au luptat, indienii se considerau aliați, nu subordonați, iar căpeteniile indiene făceau ce credeau că este mai bine pentru triburile lor, spre iritarea generalilor atât americani cât și britanici, care adesea se plângeau că nu se pot baza pe ei.

## Declarația de război

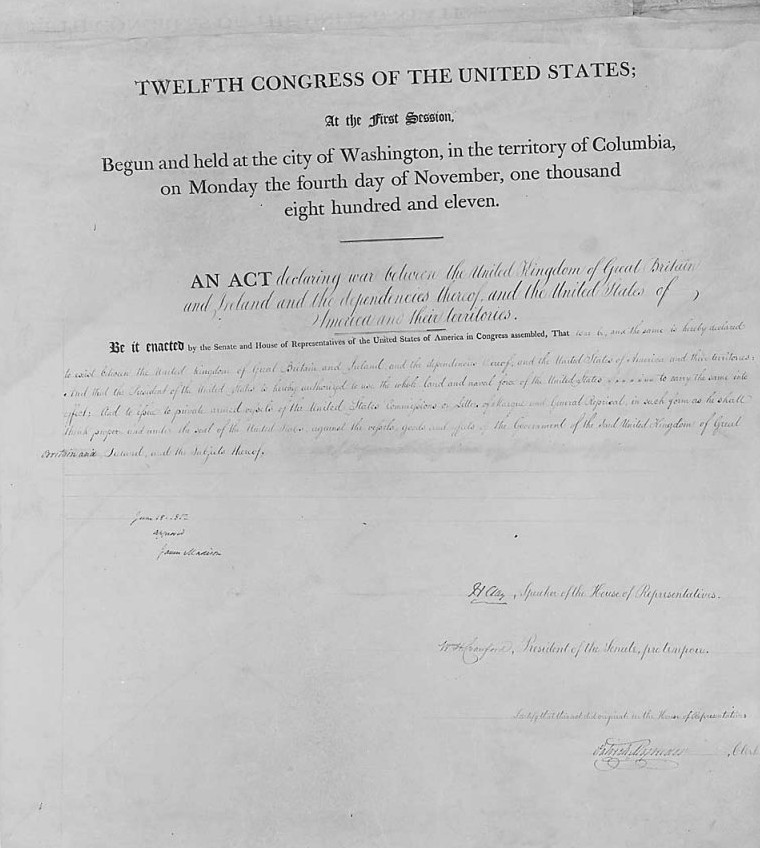
Declarația de război a SUA

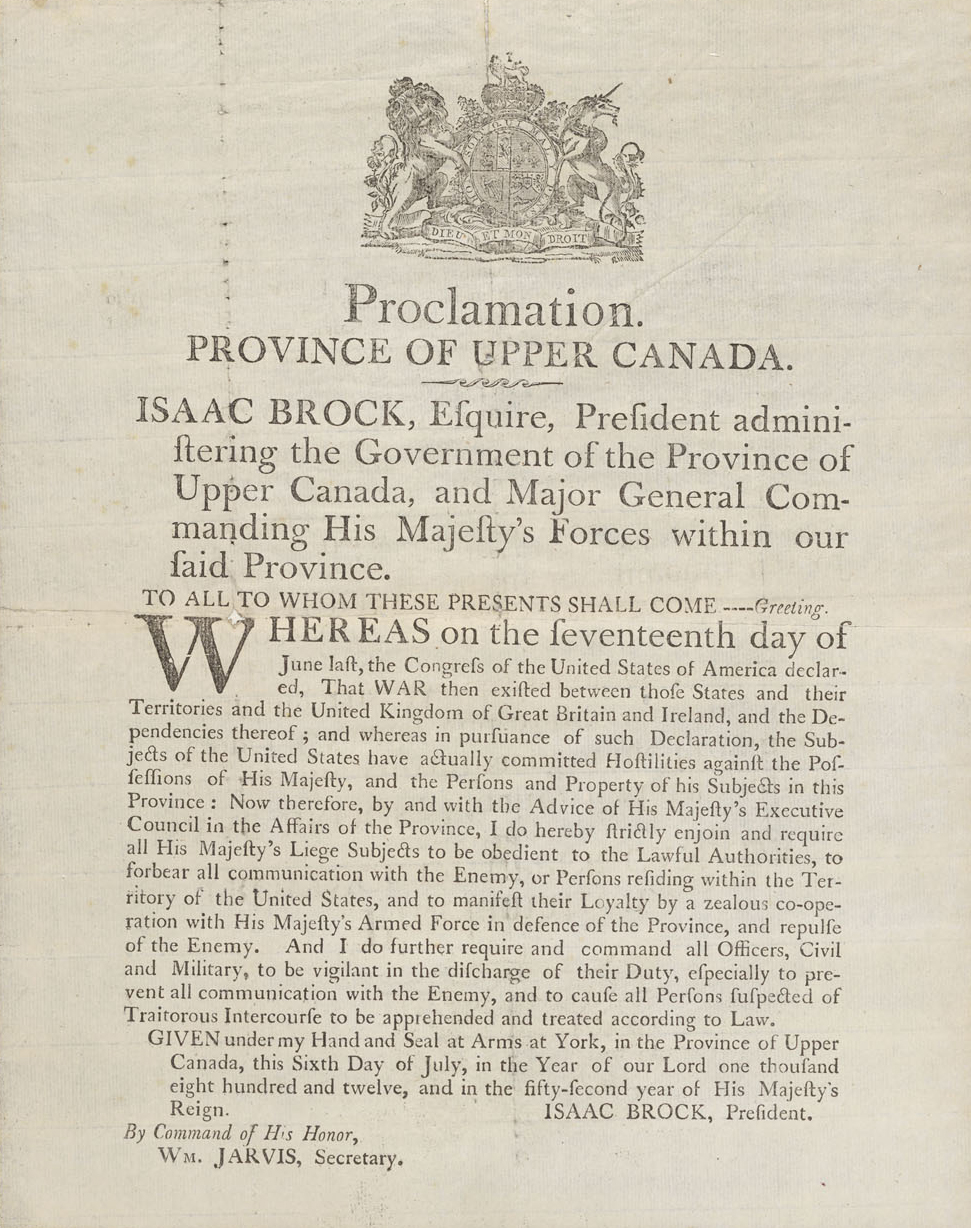
Proclamația lui de răspuns la declarația de război a SUA

La 1 iunie 1812, președintele James Madison a transmis Congresului un mesaj în care recapitula nemulțumirile americanilor față de Marea Britanie, fără a cere însă explicit o declarație de război. După mesajul lui Madison, Camera Reprezentanților a deliberat vreme de patru zile în spatele ușilor închise, după care a votat cu 79 la 49 (61%) în favoarea primei declarații de război⁠(d). Senatul a confirmat declarația cu un vot de 19 la 13 (59%). Conflictul a început oficial în ziua de 12 iunie 1812, când Madison a promulgat măsura și a proclamat-o a doua zi. A fost prima dată când Statele Unite au declarat război altei țări, iar votul în Congres a fost cel mai strâns vot în favoarea unei declarații de război din istoria SUA. Hotărârea de Autorizare a Folosirii Forței Militare împotriva Irakului din 1991⁠(d), a avut un vot mai strâns, dar nu a fost o declarație de război formală. Niciunul din cei 39 de federaliști din Congres nu a votat pentru război; criticii războiului aveau apoi să-l atace drept „războiul Dlui Madison”.
Anterior, la Londra, la 11 mai, un asasin îl ucisese pe prim-ministrul Spencer Perceval, și ca urmare la putere a venit Lord Liverpool. Liverpool dorea o relație mai practică cu Statele Unite. La 23 iunie, el a emis un act prin care abroga Ordinele Consiliului, dar Statele Unite nu știau aceasta, întrucât a durat trei săptămâni până când vestea a traversat Atlanticul. La 28 iunie 1812, HMS Colibri⁠(en)[traduceți] a fost trimisă de la Halifax sub drapel de pace, la  New York. La 9 iulie, a ancorat în largul Sandy Hook⁠(d), și trei zile mai târziu a plecat cu o copie a declarației de război, luându-l și pe ambasadorul britanic în Statele Unite, dl. Foster și pe consul, colonelul Barclay. A sosit la Halifax, Nova Scotia după opt zile. Vestea declarației a ajuns la Londra după și mai mult timp.
Comandantul britanic din Canada Superioară a primit vestea declarației de război americane mult mai repede. Ca răspuns la declarația de război, Isaac Brock⁠(d) a emis o proclamație prin care îi alerta pe cetățenii Canadei Superioare despre starea de război și cerea întregului personal militar „să fie vigilent în la datorie” pentru a împiedica comunicarea cu inamicul, și să aresteze pe oricine este suspect că-i ajută pe americani. El a dat ordine și comandantului postului britanic de la Fort St. Joseph⁠(d) de a iniția operațiuni ofensive împotriva forțelor americane din nordul Michiganului, care nu știau însă că propriul lor guvern declarase război. A rezultat asediul Fortului Mackinac⁠(d) în 17 iulie, prima ciocnire importantă a războiului pe uscat, încheiată cu o victorie britanică facilă.

## Desfășurarea războiului
Războiul s-a desfășurat pe trei teatre de operațiuni:
1. Marile Lacuri și frontiera canadiană
2. Pe mare, în principal în Oceanul Atlantic și pe coastele de est ale Americii de Nord
3. În statele din Sud și în teritoriile sud-vestice

### Gradul redus de pregătire
Deși izbucnirea războiului fusese precedată de ani de aprige dispute diplomatice, niciuna din părți nu era pregătită pentru război atunci când a venit. Regatul Unit era angajat masiv în Războaiele Napoleoniene, mare parte din Armata Britanică era desfășurată în Războiul Peninsular (în Portugalia și Spania), iar Marina Regală a fost obligată să întrețină o blocadă asupra unei mari părți din coasta europeană a Atlanticului. Numărul de trupe regulate britanice prezente în Canada în iulie 1812 era oficial de 6034, ele fiind susținute și de miliții canadiene. De-a lungul războiului, secretarul de stat pentru război și colonii⁠(d) britanic a fost Earl Bathurst⁠(d). De-a lungul primilor doi ani de război, el a avut la dispoziție foarte puține trupe cu care să întărească America de Nord, așa încât i-a cerut comandantului⁠(d) trupelor din America de Nord (general-locotenent Sir George Prevost⁠(d)) să mențină o strategie defensivă. Prévost, care era și el în mod natural precaut, a urmat aceste instrucțiuni, concentrându-se pe apărarea Canadei Inferioare⁠(d) în detrimentul Canadei Superioare (care era mai vulnerabilă la atacurile americane) și a permis foarte puține acțiuni ofensive.

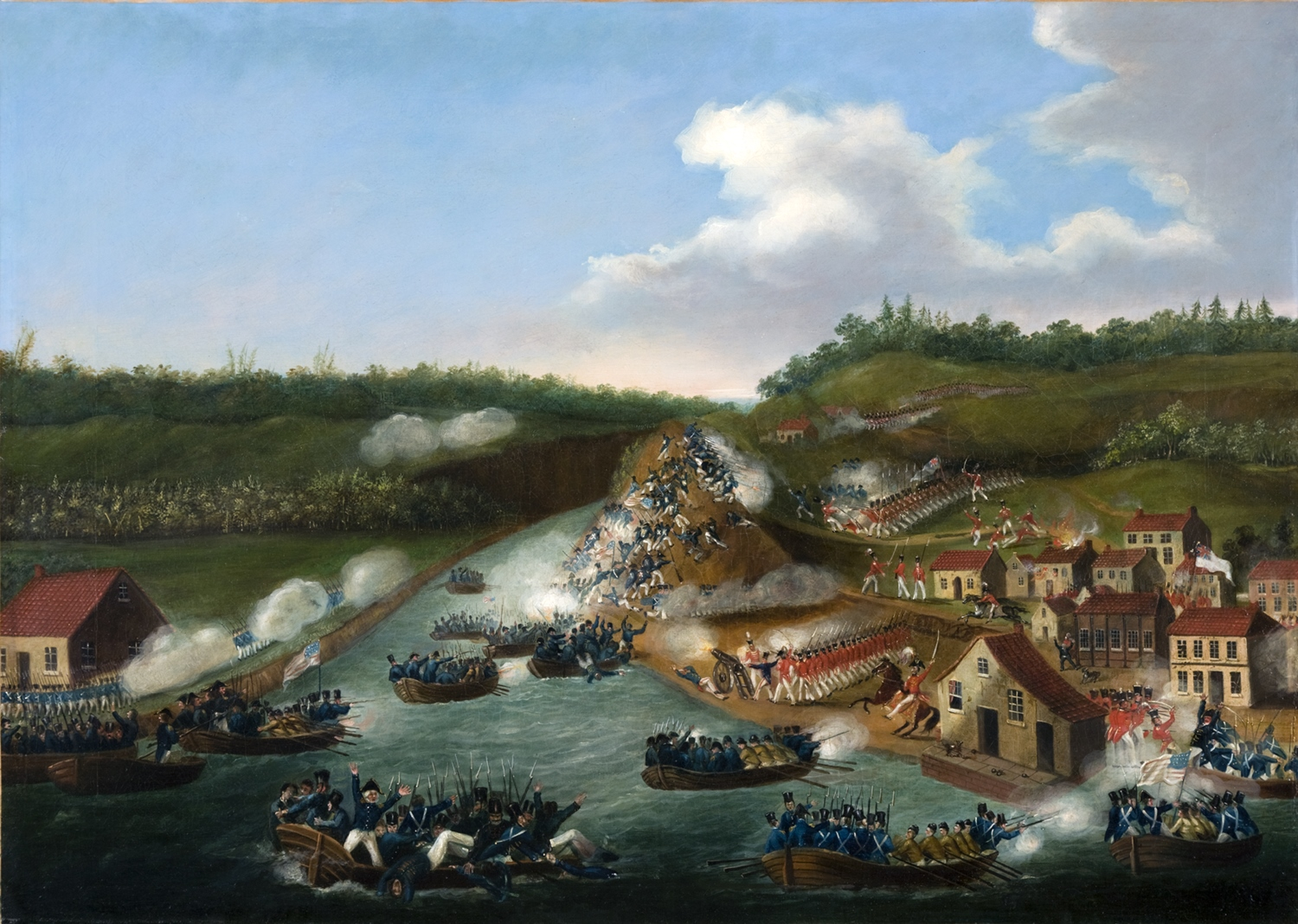
Pictură a ' care ilustrează debarcarea eșuată a americanilor la.

Statele Unite nu erau pregătite să ducă un război, întrucât Madison presupunea că milițiile statelor vor reuși cu ușurință să ocupe Canada și că vor urma apoi negocieri. În 1812, armata regulată consta din mai puțin de 12.000 de oameni. Congresul a autorizat extinderea armatei la 35.000 de oameni, dar serviciul militar era pe bază de voluntariat, și era nepopular; plata era modestă, și ofițerii pregătiți și experimentați erau puțini, cel puțin la început. Milițiile s-au opus ideii de a lupta în afara statelor lor, nu erau deschise la disciplină, și au avut prestații slabe în fața forțelor britanice atunci când nu luptau în propriile state. Efortul american de război a avut de suferit de pe urma nepopularității lui, mai ales în New England, unde erau foarte vocali oratorii antirăzboi. „Doi din congresmanii din Massachusetts, Seaver⁠(d) și Widgery⁠(d), au fost jigniți și fluierați la Change în Boston; iar altul, Charles Turner⁠(d), reprezentant al districtului Plymouth, și judecător-președinte al Curții de Sesiuni a acelui comitat, a fost sechestrat de mulțime în seara de 3 august [1812] și lovit prin tot orașul”. Statele Unite aveau mari dificultăți și cu finanțarea războiului. Își desființaseră banca națională⁠(d), iar bancherii privați din nord-est se opuneau războiului. Statele Unite au reușit să obțină finanțare de la Banca Barings⁠(d) cu sediul în Londra, pentru a-și acoperi obligațiunile din străinătate. Nefurnizarea de unități de miliție și neacordarea sprijinului financiar de către New England a fost o lovitură grea. Amenințările cu secesiunea din New England erau zgomotoase, după cum a demonstrat Convenția de la Hartford⁠(d).  Marea Britanie a exploatat aceste divergențe, și și-a permis astfel să-și limiteze blocada la porturile din sud pe mare parte din durata războiului, și a încurajat contrabanda.

#### Probleme administrative și economice
Guvernul de la Londra era bine administrat, în termeni de armată, marină și oficii financiare, dar guvernul din Washington era slab organizat, iar lipsa de experiență, incompetența și deruta erau principalele lui caracteristici. Sistemul de gestiune a guvernului federal era gândit înainte de 1812 să minimizeze rolul nivelului federal. Republicanii de la putere intenționau să reducă puterea și rolurile guvernului federal; când a izbucnit războiul, opoziția federalistă a muncit asiduu la sabotarea operațiunilor. Problemele s-au înmulțit rapid în 1812, și toate slăbiciunile au fost amplificate, mai ales în ce privește Armata și Trezoreria. Nu s-a făcut nicio reformă serioasă înainte de sfârșitul războiului.  În chestiuni financiare, ideologia descentralizatoare a republicanilor presupunea că ei doreau ca Prima Bancă a Statelor Unite⁠(d) să-și înceteze activitatea la expirarea mandatului ei de 20 de ani în 1811. Absența ei a făcut și mai dificilă finanțarea războiului, și a pus probleme speciale în termeni de transfer de bani de la un stat la altul, întrucât băncile statelor nu aveau voie să opereze peste granițele statelor lor. Birocrația era masivă, termenele limită nu se respectau. Pe de altă parte, apăruseră peste 120 de noi bănci la nivel de stat, care emiteau bancnote prin care s-a finanțat în mare parte efortul de război, împreună cu creditele luate de Washington. Unii republicani cu rol-cheie, în special secretarul Trezoreriei Albert Gallatin⁠(d), au înțeles nevoia unor noi taxe, dar Congresul republican se ferea să acționeze în acest sens și a reușit să strângă doar sume mici. În tot acest timp, federaliștii din Congres și în special guvernele de state controlate de federaliști în nord-est, precum și sistemul financiar din acea zonă, aliniat cu federaliștii, se opuneau cu tărie războiului și refuzau să contribuie la finanțarea lui.  Ei au facilitat contrabanda peste granița cu Canada, și au trimis sume mari de aur și argint în Canada, ceea ce a produs mari penurii în SUA.  De-a lungul celor doi ani și jumătate de război, 1812–1815, guvernul federal a luat mai mulți bani decât a cheltuit. S-au cheltuit 119,5 milioane de dolari, s-au încasat 154 de milioane.  Două treimi din venituri l-au reprezentat creditele care a trebuit apoi să fie plătite; datoria națională a urcat de la 56 de milioane de dolari în 1812 până la 127,3 milioane în 1815. La un PIB de circa 925 de milioane de dolari (în 1815), nu era totuși o mare povară pentru populația de 8 milioane de locuitori. O nouă a Doua Bancă a Statelor Unite⁠(d) a fost înființată în 1816, și după aceea sistemul financiar s-a comportat foarte bine, deși încă penuria de aur și argint a mai persistat.

### Marile Lacuri și Teritoriile de Vest

#### Invaziile Canadei Superioare și Inferioare, 1812

Hartă a teatrului nordic de operațiuni al Războiului din 1812

Liderii americani presupuneau că vor putea cuceri cu ușurință Canada. Fostul președinte Jefferson vorbea cu optimism despre cucerirea Canadei ca fiind „o chestiune de marș”. Numeroși americani loialiști migraseră în Canada Superioară după Războiul American de Independență. A existat și o importantă imigrație de americani neloialiști, deoarece conducerea britanică oferise pământ imigranților, iar SUA au presupus că aceștia din urmă vor susține cauza americană, dar ei nu au făcut-o. În Canada Superioară antebelică, generalul Prévost se afla în neobișnuita postură de a trebui să cumpere de la americani provizii pentru trupele sale. Acest comerț neobișnuit a persistat de-a lungul războiului în ciuda unei tentative eșuate a guvernului american de a-l bloca. În Canada Inferioară, care era mult mai populată, susținerea pentru Marea Britanie venea din partea elitei engleze foarte loiale Imperiului, și din cea a elitei canadiene francofone⁠(d), care se temea că o cucerire americană ar distruge vechea ordine introducând protestantismul, anglicizarea, democrația republicană și capitalismul comercial; slăbind în schimb Biserica Catolică. Canadienii francofoni se temeau și de pierderea accesului la pământurile fertile, din ce în ce mai puține, în fața potențialilor imigranți americani.
În 1812–13, experiență militară a britanicilor a avut câștig de cauză în fața neexperimentaților comandanți americani. Geografia a impus ca operațiunile să se desfășoare în vest: în principal în jurul Lacului Erie, pe malurile râului Niagara între Lacurile Erie și Ontario, în preajma zonei fluviului Sfântul Laurențiu și a Lacului Champlain. Acolo s-au concentrat atacurile pe trei direcții ale americanilor din 1812. Deși blocarea fluviului Sf. Laurențiu, prin capturarea Montrealului și a Quebecului, poziția britanică în America de Nord ar fi devenit nesustenabilă, Statele Unite au demarat operațiunile mai întâi la frontiera vestică, din cauza faptului că acolo era mai mare popularitatea generală a războiului cu britanicii, care vânduseră arme amerindienilor care se opuneau coloniștilor.
Britanicii au obținut un succes important la început, când detașamentul lor de la Insula Sf. Iosif⁠(d), pe Lacul Huron, a aflat vestea declarației de război înaintea garnizoanei americane din apropiere, de la importantul târg din Insula Mackinac⁠(d) din Michigan. Un detașament a debarcat pe insulă la 17 iulie 1812, și a montat un tun pe o poziție de unde putea trage asupra Fortului Mackinac⁠(d). După ce britanicii au tras o salvă de tun, americanii, luați prin surprindere, au capitulat. Această victorie timpurie i-a încurajat pe băștinași, și mulți s-au ridicat să-i ajute pe britanici la Amherstburg⁠(d). Insula controla în totalitate accesul spre Vechiul Nord-Vest, și britanicii dobândiseră astfel controlul nominal asupra regiunii și, mai important, un monopol asupra comerțului cu blănuri.

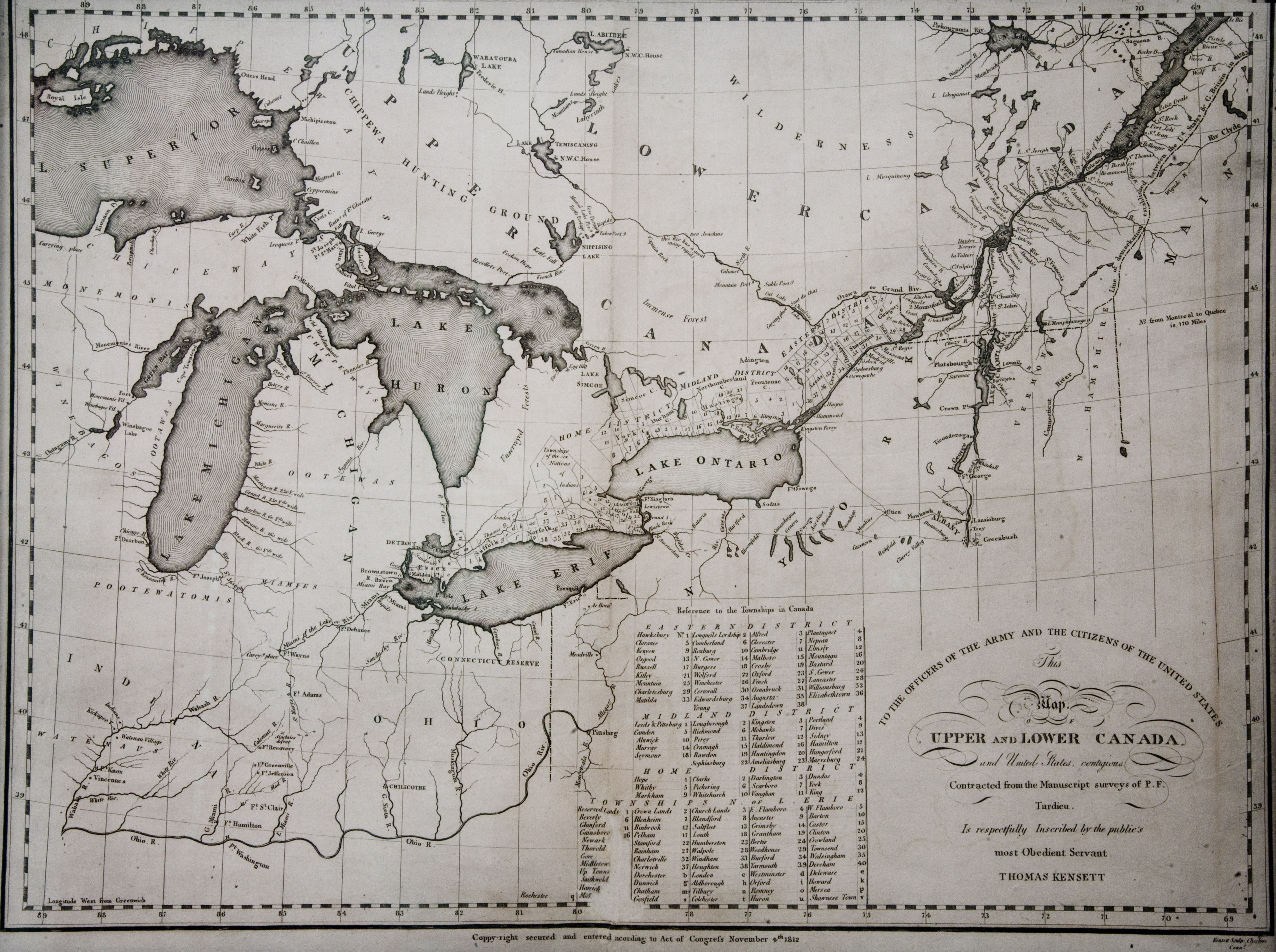
Gravura realizată de Kensett, reprezentând Canada Superioară și Inferioară la 1812

O armată americană sub comanda lui William Hull a invadat Canada la 12 iulie, având în principal forțe formate din voluntari neinstruiți și indisciplinați. Ajuns pe pământ canadian, Hull a emis o proclamație prin care ordona tuturor supușilor britanici să capituleze, căci altfel „ororile, și calamitățile războiului se vor înălța în fața voastră”. Aceasta a determinat o parte din forțele britanice să treacă de partea lor. John Bennett, tipograf și publicist al ziarului York Gazette & Oracle, a fost unul dintre cei mai de seamă din cei care au făcut-o. Andrew Mercer, care a mutat producția publicistică în casa lui, a pierdut tiparnița, distrusă în timpul ocupației americane, exemplu de ce se întâmpla cu cei care opuneau rezistență. Hull a amenințat și că va ucide orice prizonier britanic prins că luptă alături de un băștinaș. Proclamația a contribuit însă și la consolidarea rezistenței față de atacurile americane. Armata lui Hull era prea slab aprovizionată și prea slabă la capitolul artilerie pentru a-și îndeplini obiectivele, și a trebuit să ducă lupte doar pentru a-și păstra liniile de comunicație.
Ofițerul senior britanic din Canada Superioară, general-maior Isaac Brock, simțea că trebuie să ia măsuri îndrăznețe pentru a liniști populația de coloniști din Canada, și să-i convingă de forța britanică pe băștinașii de care avea nevoie pentru a apăra regiunea. El s-a deplasat rapid la Amherstburg lângă capătul vestic al Lacului Erie cu întăriri și s-a hotărât imediat să atace Detroitul⁠(d). De teama că britanicii erau superiori numeric și că indienii atașați de forța lui Brock vor comite masacre dacă vor începe luptele, Hull a predat Detroitul fără luptă la 16 august. Știind de atacurile băștinașilor, instigate de britanici, asupra altor locații, Hull a ordonat evacuarea locuitorilor din Fort Dearborn⁠(d) (Chicago) la Fort Wayne. După ce la început li s-a acordat liberă trecere, locuitorii (soldați și civili) au fost atacați de indienii Potowatomi pe 15 august după un drum de doar 2 mile (3,2 km) în ceea ce astăzi este cunoscut ca bătălia de la Fort Dearborn⁠(d). Fortul a fost apoi ars.
Brock s-a mutat apoi imediat la capătul estic al Lacului Erie, unde generalul american Stephen Van Rensselaer⁠(d) încerca o a doua invazie. Un armistițiu (aranjat de Prévost în speranța că se va ajunge la pace după renunțarea de către britanici la Ordinul Consiliului, față de care Statele Unite obiectau) l-a împiedicat pe Brock să invadeze teritoriul american. Când armistițiul a luat sfârșit, americanii au încercat să atace peste râul Niagara la 13 octombrie, dar au suferit o înfrângere grea la Queenston Heights⁠(d). Brock a murit în luptă. Deși profesionalismul forțelor americane s-a ameliorat până la sfârșitul războiului, comanda militară britanică a suferit după moartea lui Brock. O ultimă tentativă din 1812 a generalului american Henry Dearborn⁠(d) de a înainta spre nord de la Lacul Champlain a dat greș când miliția lui a refuzat să înainteze în afara teritoriului american.
Spre deosebire de milițiile americane, cele canadiene au avut o prestație bună. Canadienii francofoni⁠(d), îngrijorați de atitudinea anticatolică din mare parte a Statelor Unite, și Loialiștii Imperiului Unit, care luptaseră pentru Coroană în Războiul American de Independență, s-au opus cu tărie invaziei americane. Mulți din Canada Superioară erau coloniști recenți din SUA care nu aveau vreo loialitate evidentă față de Coroană; chiar și așa, doar puțini au simpatizat cu invadatorii, iar forțele americane au întâmpinat o opoziție puternică din partea celor loiali Imperiului.

#### Nord-Vestul american, 1813

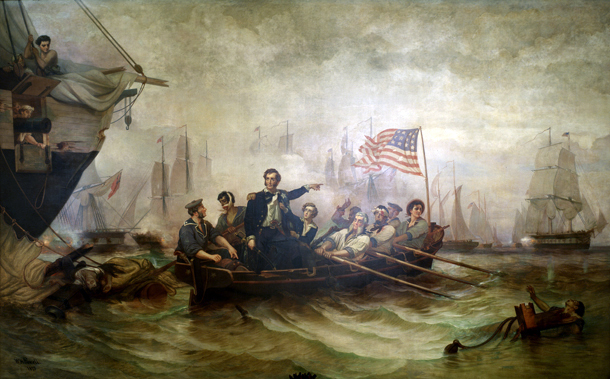
Mesajul lui adresat lui William Henry Harrison după începea cu una din cele mai celebre propoziții din istoria militară americană: „am întâmpinat dușmanii și sunt ai noștri”. Această pictură din 1865 de îl înfățișează pe Perry trecând pe un alt vas în timpul luptei.

După renunțarea lui Hull la Detroit, generalul William Henry Harrison a primit comanda Armatei SUA a Nord-Vestului. El a pornit să recucerească orașul, care era acum apărat de colonelul Henry Procter⁠(d) împreună cu Tecumseh. Un detașament al armatei lui Harrison a fost învins la Frenchtown⁠(d) pe râul Raisin⁠(d) la 22 ianuarie 1813. Procter a lăsat prizonierii inadecvat păziți, și paznicii nu au putut împiedica pe unii dintre aliații lui amerindieni să atace și să ucidă până la circa șaizeci de americani, dintre care mulți erau voluntari din Kentucky. Incidentul a rămas cunoscut ca masacrul de pe râul Raisin⁠(d). Înfrângerea a pus capăt campaniei lui Harrison împotriva Detroitului, dar fraza „Amintiți-vă de râul Raisin!” a devenit strigăt de luptă pentru americani.
În mai 1813, Procter și Tecumseh au asediat Fort Meigs⁠(d) din nord-vestul statului Ohio. Întăririle americane care au sosit în timpul asediului au fost învinse de băstinași, dar fortul a rezistat. Indienii au început în cele din urmă să se împrăștie, ceea ce i-a obligat pe Procter și Tecumseh să se întoarcă spre nord în Canada. O a doua ofensivă împotriva Fortului Meigs⁠(d) a eșuat și ea în iulie. Într-o tentativă de a ameliora moralul indienilor, Procter și Tecumseh au încercat să ia cu asalt Fort Stephenson⁠(d), un mic post american pe râul Sandusky⁠(d), fiind însă respinși cu pierderi grele, care au marcat sfârșitul campaniei din Ohio.
Pe Lacul Erie, comandantul american căpitan Oliver Hazard Perry⁠(d) a dat bătălia de pe Lacul Erie⁠(d) la 10 septembrie 1813. Victoria lui decisivă de la „Put-in-Bay⁠(d)” a asigurat americanilor controlul militar asupra lacului, a îmbunătățit moralul americanilor după o serie de înfrângeri și i-a obligat pe britanici să se retragă din Detroit. Aceasta a lăsat loc generalului Harrison să lanseze o altă invazie a Canadei Superioare, care a culminat cu victoria americană în bătălia de pe Thames⁠(d) de la 5 octombrie 1813, în care a murit Tecumseh.

#### Frontiera de pe Niagara, 1813

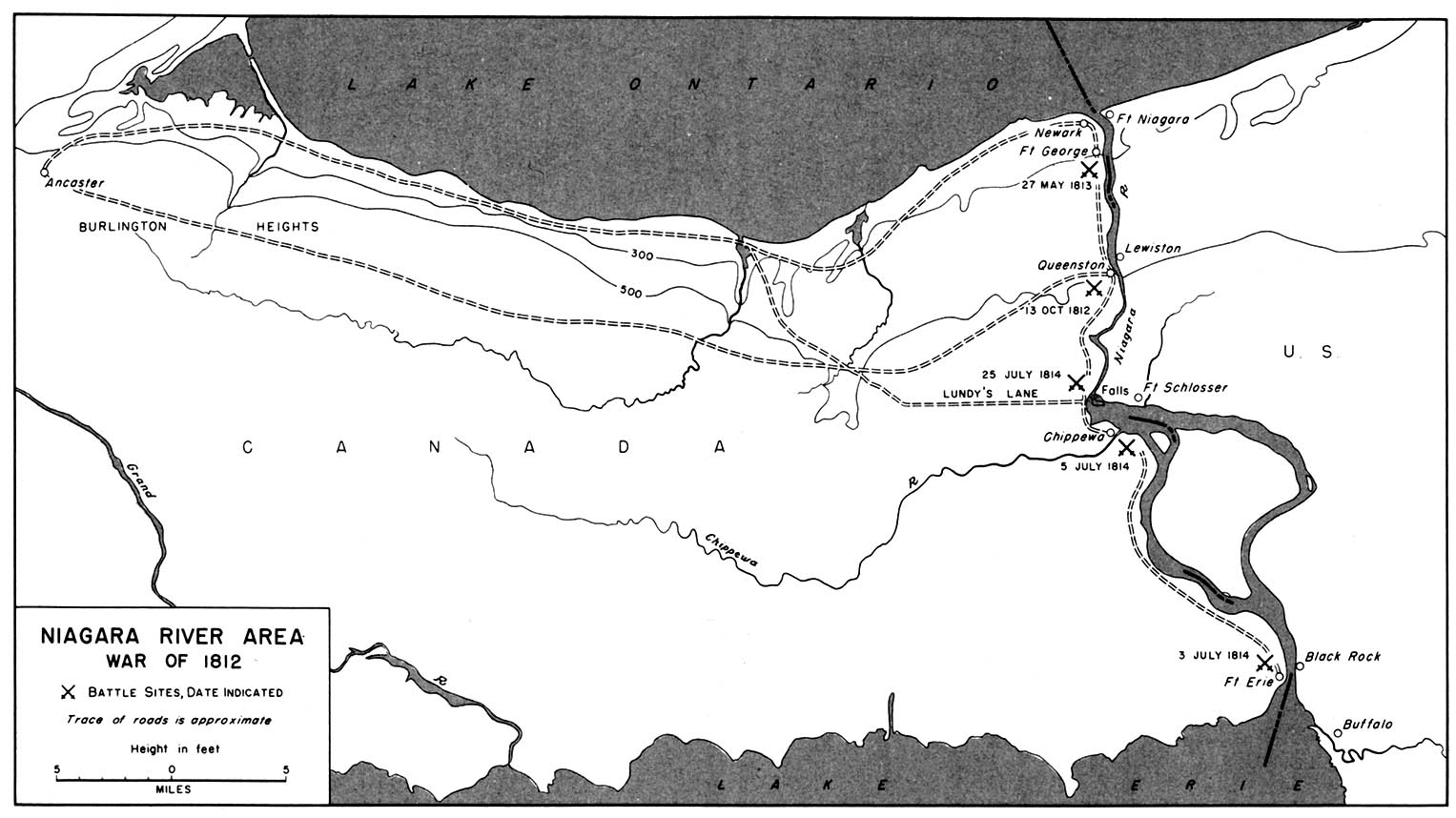
Hartă istorică a zonei râului Niagara în timpul războiului din 1812

Din pricina dificultății cu care se desfășurau comunicațiile pe uscat, controlul asupra Marilor Lacuri și asupra râului Sf. Laurențiu era crucial. Când a izbucnit războiul, britanicii aveau deja o mică escadrilă de nave de luptă pe Lacul Ontario și beneficiau la început de avantaj. Pentru a redresa situația, americanii au înființat un șantier al Marinei la Sackett's Harbor⁠(d) în nord-vestul New Yorkului. Comodorul Isaac Chauncey a preluat comanda numărului mare de marinari și meșteri trimiși acolo de la New York; ei au terminat al doilea vas de război construit acolo în doar 45 de zile. În final, aproape 3000 de oameni au lucrat la acel șantier naval, construind unsprezece nave de luptă și multe ambarcațiuni și transportoare mai mici. După ce a redobândit avantajul prin acest program de construcție rapidă de vase, Chauncey și Dearborn au atacat Yorkul⁠(d), aflat pe țărmul nordic al lacului, capitala Canadei Superioare, la 27 aprilie 1813. Bătălia de la York⁠(d) a fost o victorie „pirică” a americanilor, știrbită de prădarea și incendierea micului Parlament Provincial și a unei biblioteci (care au avut ca urmare răspândirea unui spirit de răzbunare în rândurile britanicilor/canadienilor în frunte cu guvernatorul George Prévost, care ulterior a cerut Amiralității Britanice să dea ulterior ordine ofițerilor ce operau în zona Chesapeake Bay⁠(d) să producă devastări similare asupra capitalei federale americane Washington în anul următor). Kingston⁠(d) avea însă o importanță strategică mult mai mare pentru aprovizionarea și comunicațiile britanice pe coridorul Sf. Laurențiu. Fără a cuceri Kingston, Marina SUA nu putea efectiv să controleze Lacul Ontario și nici să întrerupă linia de aprovizionare britanică cu Canada Inferioară⁠(d).

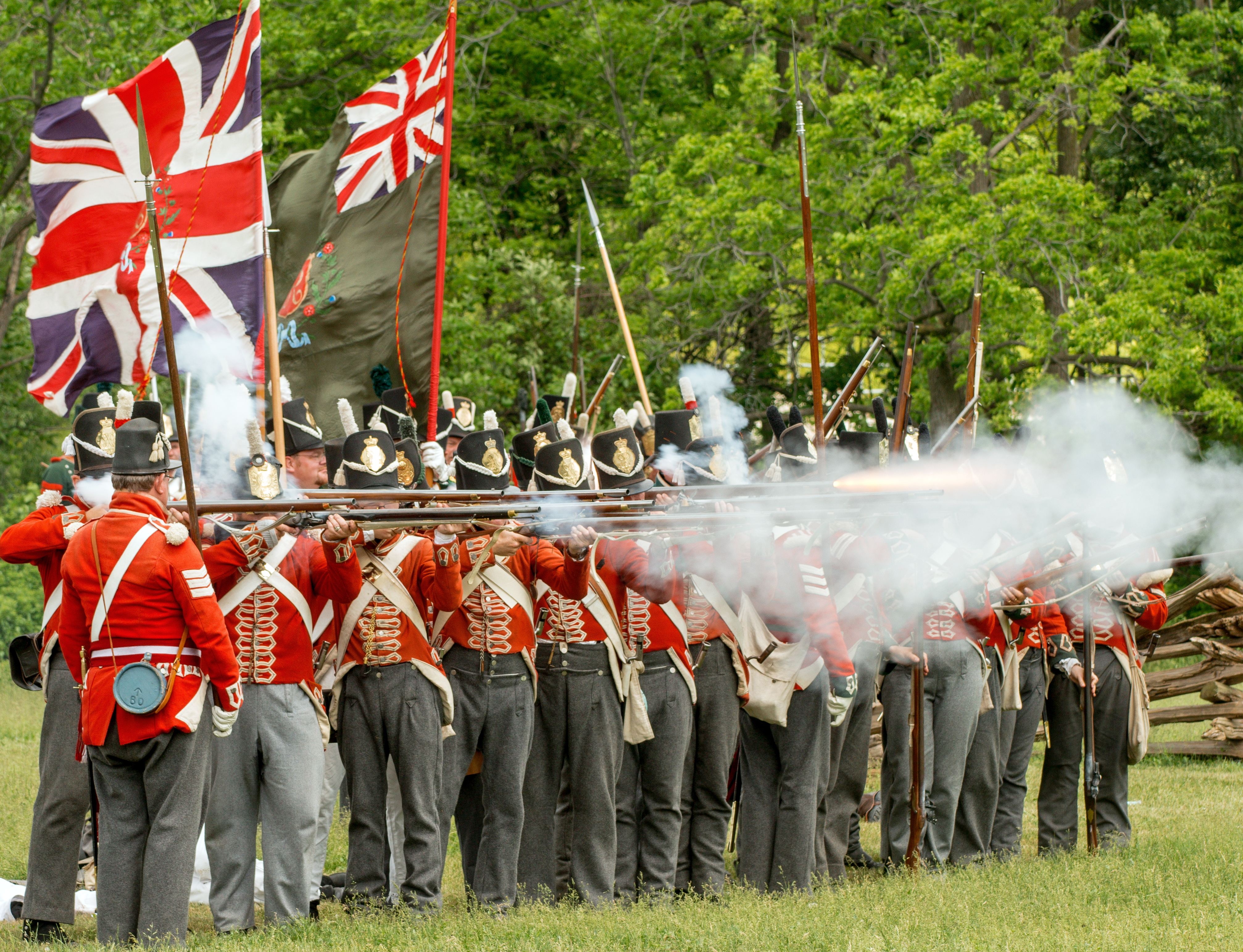
Reconstituire modernă: participanți în uniforme britanice trag cu muschetele asupra taberei americane, cu ocazia unei comemorări anuale a bătăliei de la Stoney Creek din.

La 25 mai 1813, tunurile escadrilei americane de pe Lacul Ontario, împreună cu Fort Niagara, au început să bombardeze Fort George. La 27 mai 1813, o forță amfibie americană de pe Lacul Ontario a luat cu asalt Fort George⁠(d) de pe malul nordic al râului Niagara și l-a capturat fără pierderi serioase. Britanicii au abandonat și Fort Erie și s-au îndreptat spre Burlington Heights. Cum poziția britanică din Canada Superioară era în pragul prăbușirii, indienii Iroquois ce trăiau pe malurile Grand River s-au gândit să treacă de cealaltă parte și au ignorat un apel al britanicilor de a le veni în ajutor. Forțele britanice în retragere nu au fost însă urmărite, și au scăpat în mare parte integral, organizând apoi o contraofensivă împotriva înaintării americanilor în bătălia de la Stoney Creek⁠(d) din 5 iunie. Cum toată Canada Superioară era în joc, britanicii au lansat un atac-surpriză la Stoney Creek la ora 2:00 am, soldat cu lupte confuze. Deși a fost tactic nedecisă, bătălia a constituit o victorie strategică britanică, întrucât americanii s-au retras la Forty Mile Creek și au încetat înaintarea în Canada Superioară. În acest punct, cele Șase Națiuni ce trăiau pe Grand River au început să iasă la luptă de partea britanicilor și victoria americană nu mai părea inevitabilă. Indienii Iroquis au prins în ambuscadă o patrulă americană la Forty Mile Creek în timp ce escadrila Marinei Regale cu baza la Kingston a sosit să bombardeze tabăra americană, forțându-l pe generalul Dearborn să se retragă înapoi până la Fort George întrucât credea, în mod eronat, că este depășit numeric și ca armament. Comandantul britanic, generalul John Vincent, se bucura că din ce în ce mai mulți războinici amerindieni îi vin în ajutor, aducându-i încă 800 de oameni. La 24 iunie, cu ajutorul avertismentului timpuriu primit de la Laura Secord⁠(d), o altă forță americană a fost obligată să capituleze de o forță britanică și băștinașă mult mai mică în bătălia de la Beaver Dams⁠(d), punând capăt ofensivei americane în Canada Superioară. Comandantul britanic, generalul Francis de Rottenberg, nu avea puterea să recucerească Fort George, așa că a construit o blocadă, în speranța de a-i înfometa pe americani și a-i convinge să capituleze.  Între timp, comodorul James Lucas Yeo⁠(d) preluase comanda asupra navelor britanice de pe lac și a declanșat un contraatac, care a fost însă respins în bătălia de la Sackett's Harbor⁠(d). De atunci începând, escadrilele lui Chauncey și Yeo au mai dus două acțiuni nedecise, în care niciunul din comandanți nu a încercat să obțină o victorie finală.
Spre sfârșitul lui 1813, americanii au abandonat teritoriul canadian pe care îl ocupaseră în jurul Fortului George. Ei au dat foc satului Newark (astăzi Niagara-on-the-Lake) la 10 decembrie 1813, ceea ce i-a întărâtat din nou pe canadieni și pe politicienii de la putere. Mulți din locuitori au rămas fără adăpost în plină iarnă și au murit de frig în zăpadă. Aceasta a dus la represaliile britanice după capturarea Fortului Niagara⁠(d) la 18 decembrie 1813: a doua zi dimineață, britanicii și aliații lor băștinași au luat cu asalt orașul Lewiston, New York, incendiind case și clădiri și ucigând circa o duzină de civili. Pe când britanicii îi fugăreau din oraș pe locuitori, o mică forță de băștinași Tuscarora a intervenit și a oprit urmărirea, câștigându-le localnicilor suficient timp să se adăpostească. Indienii Tuscarora i-au apărat pe americani împotriva propriilor conaționali Iroquois, indienii Mohawk, care erau de partea britanicilor. Ulterior, britanicii au atacat și au incendiat orașul Buffalo la 30 decembrie 1813.
În 1814, lupta pentru Lacul Ontario s-a transformat într-o cursă de construcții. Superioritatea navală a basculat de la una din flotele adverse la cealaltă, fiecare construind nave noi, mai puternice. Niciuna nu putea însă să o aducă pe cealaltă în luptă de pe o poziție în care să aibă superioritatea, ceea ce a făcut ca luptele de pe Lacul Ontario⁠(d) să se încheie nedecis. La sfârșitul războiului, britanicii erau în avantaj cu nava HMS St Lawrence⁠(en)[traduceți] cu 112 tunuri, dar americanii construiau două nave și mai mari⁠(d). Majoritatea acestora nu au mai intrat în nicio luptă și au fost casate după război.

#### Sf. Laurențiu și Canada Inferioară, 1813

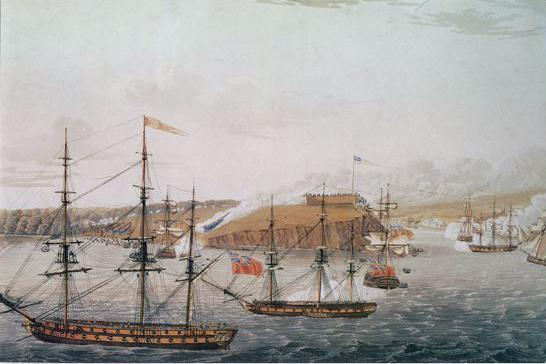
Atacul asupra (mai 1814)

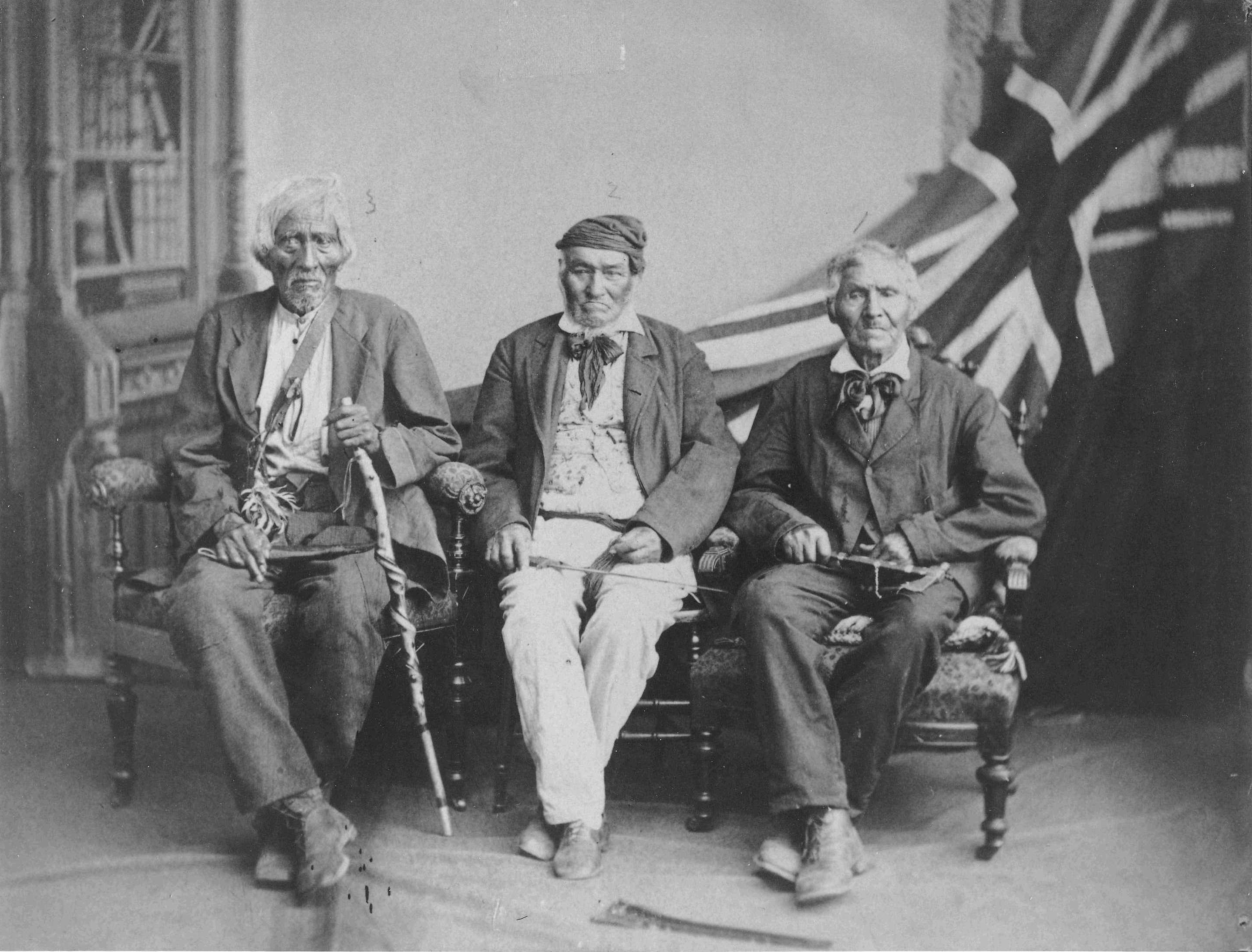
Sakawarton, John Tutela și Young Warner, trei veterani din cele Șase Națiuni ai Războiului din 1812. Fotografie din 1882.

Britanicii erau cei mai vulnerabili potențial în zona în care fluviul Sfântul Laurențiu forma granița între Canada Superioară și Statele Unite. În primele zile ale războiului, a existat un comerț ilicit peste fluviu. În iarna dintre 1812 și 1813, americanii au lansat o serie de raiduri de la Ogdensburg⁠(d) de pe malul american, care au stânjenit traficul de aprovizionare al britanicilor în susul râului. La 21 februarie, Sir George Prévost a trecut prin Prescott⁠(d) pe malul celălalt al râului cu întăriri pentru Canada Superioară. Când a plecat a doua zi, întăririle și milițiile locale au atacat. În bătălia de la Ogdensburg⁠(d), americanii au fost obligați să se retragă.
În restul anului, Ogdensburgul nu a avut nicio garnizoană americană, și mulți locuitori ai Ogdensburgului și-au reluat vizitele și negoțul cu Prescottul. Această victorie britanică a înlăturat ultimele trupe regulate americane de pe frontiera cursului superior al râului Sf. Laurențiu și au contribuit la asigurarea comunicațiilor britanice cu Montrealul. Spre sfârșitul lui 1813, după multe discuții în contradictoriu, americanii au mai lansat două campanii ofensive în direcția Montreal. Cucerirea Montrealului ar fi izolat forțele britanice din Canada Superioară și ar fi putut schimba cursul războiului. Planul asupra căruia s-a convenit în cele din urmă a fost ca general-maior Wade Hampton⁠(d) să înainteze în marș spre nord de la Lacul Champlain și să facă joncțiunea cu o forță condusă de generalul James Wilkinson care să se îmbarce pe vase și să înainteze pe apă de la Sackett's Harbor pe Lacul Ontario și să coboare pe Sf. Laurențiu. Hampton a fost întârziat de drumurile proaste și de problemele de aprovizionare și îi displăcea mult Wilkinson, ceea ce i-a limitat dorința de a-i susține planul. La 25 octombrie, forța lui de 4000 de oameni a fost învinsă pe râul Chateauguay⁠(d) de forța mai mică a lui Charles de Salaberry⁠(d) formată din voltigeuri canadieni⁠(d) și indieni Mohawk⁠(d). Forța de voluntari din Canada Inferioară și indieni a lui Salaberry număra numai 339 de oameni, dar ocupa o poziție defensivă puternică. Forța lui Wilkinson de 8000 de oameni a pornit pe 17 octombrie, dar și e a a fost întârziată de vremea rea. După ce a aflat că Hampton fusese blocat, Wilkinson a auzit că o forță britanică în frunte cu căpitanul Sir William Howe Mulcaster⁠(d) și cu locotenent-colonelul Joseph Wanton Morrison⁠(d) îl urmărește, și până la 10 noiembrie s-a văzut obligat să debarce lângă Morrisburg⁠(d), la circa 150 km de Montreal. La 11 noiembrie, ariergarda lui Wilkinson, de 2500 de oameni, a atacat forța lui Morrison de 800 de oameni la Crysler's Farm⁠(d) și a fost respinsă cu pierderi grele. După ce a aflat că Hampton nu-și poate relua înaintarea, Wilkinson s-a retras în SUA și s-a cantonat pentru iarnă. A demisionat din funcție după un atac eșuat asupra unui avanpost britanic de la Lacolle Mills⁠(d). Dacă americanii ar fi cucerit Montrealul, după cum plănuiau, Canada Superioară ar fi fost pierdută cu siguranță, și eșecul campaniei a reprezentat cea mai mare înfrângere americană din război.

#### Campaniile de la Niagara și Plattsburgh, 1814

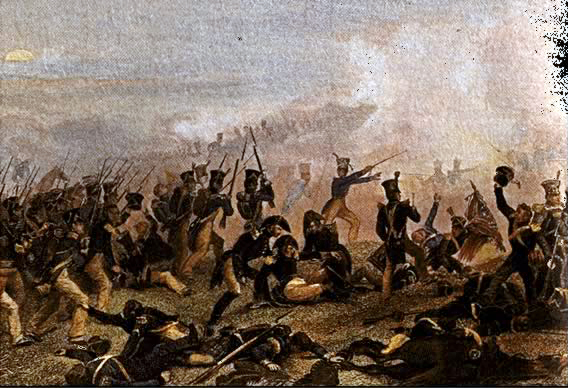
Atacuri ale infanteriei americane la Lundy's Lane

În loc să mai încerce să cucerească Montrealul sau Kingstonul, americanii au ales să invadeze din nou frontiera de pe Niagara pentru a cuceri Canada Superioară. Americanii ocupaseră sud-vestul Canadei Superioare după victoria de la Moraviantown, și credeau că dacă vor cuceri restul provinciei, îi vor sili pe britanici să le-o cedeze. Sfârșitul războiului din Europa în aprilie 1814 însemna că britanicii vor putea să-și desfășoare armata lor în America de Nord, așa că americanii se grăbeau să-și asigure Canada Superioară pentru a negocia de pe o poziție de forță. Ei plănuiau să invadeze prin frontiera de pe Niagara trimițând în același timp o altă forță să recucerească Mackinacul; britanicii îi alimentau pe indienii din Vechiul Nord-Vest din Montreal prin Mackinac. Până la jumătatea lui 1814, generalii americani, între care general-maiorii Jacob Brown⁠(d) și Winfield Scott⁠(d), amelioraseră drastic capacitățile de luptă și disciplina armatei. Americanii și-au reluat atacul asupra peninsulei Niagara și au cucerit rapid Fort Erie⁠(d) la 3 iulie 1814, garnizoana de 170 de oameni capitulând rapid în fața celor 5000 de americani. Generalul Phineas Riall s-a grăbit către frontieră și, neștiind de căderea Fortului Erie și nici de dimensiunea forței americane, a ales să intre în luptă. Winfield Scott a obținut o victorie facilă în fața unei forțe britanice inferioare numeric în bătălia de la Chippawa⁠(d) la 5 iulie. Americanii au venit cu o putere de foc copleșitoare în fața britanicilor, care au pierdut circa 600 de morți față de cei 350 de partea americană. O tentativă de a înainta mai mult a sfârșit printr-o aprig disputată dar neconcludentă bătălie la Lundy's Lane⁠(d) la 25 iulie. Ambele părți și-au menținut poziția dar, după bătălie, comandantul american, generalul Jacob Brown, s-a retras la Fort George și britanicii nu l-au urmărit.
Americanii, depășiți numeric, s-au retras, dar au rezistat unui prelungit asediu al Fortului Erie⁠(d). Britanicii au încercat să ia cu asalt Fort Erie la 14 august 1814, dar au suferit pierderi grele, pierzând 950 de morți, răniți și prizonieri, față de doar 84 de morți și răniți de partea americană. Britanicii au fost slăbiți și mai mult de căldură și de lipsa de provizii în liniile de asediu. În cele din urmă au renunțat la asediu, dar general-maiorul american George Izard⁠(d) a preluat comanda pe frontul de pe Niagara și i-a urmărit nu foarte convins. Un raid american pe Grand River a distrus multe ferme și a slăbit logistica britanicilor. În octombrie 1814 americanii au înaintat în Canada Superioară și s-au angajat în ciocniri la Cook's Mill, dar s-au retras când au auzit că noua navă de război britanică, HMS St. Lawrence – înarmată cu 104 tunuri și lansată la Kingston în luna septembrie – este pe drum. Americanilor le lipseau proviziile, și în cele din urmă au distrus Fort Erie și s-au retras peste Niagara.

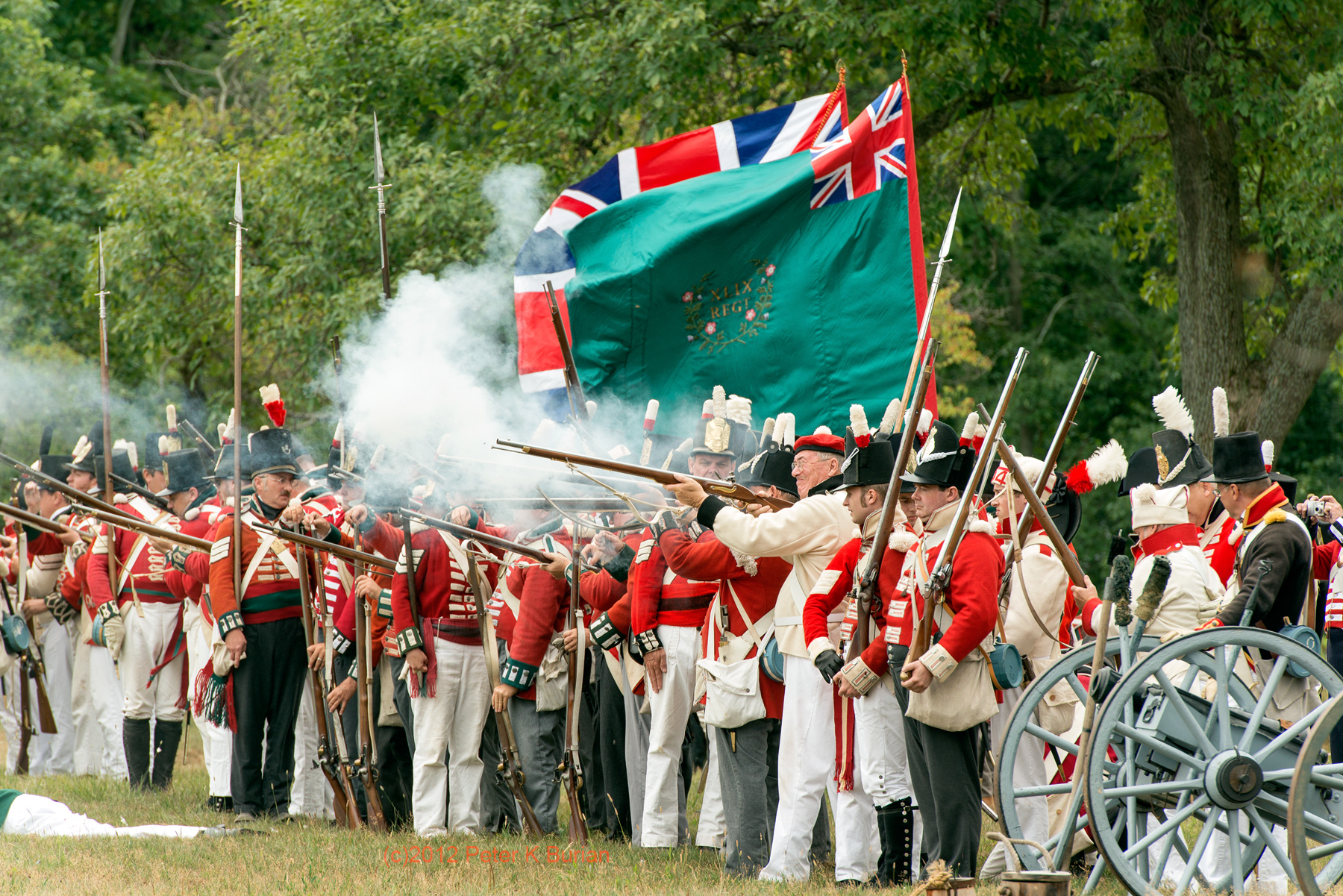
Reconstituire a Războiului din 1812, Old Fort Erie, Ontario

Între timp, după abdicarea lui Napoleon, 15.000 de soldați britanici au fost trimiși în America de Nord sub comanda a patru dintre cei mai capabili comandanți de brigadă ai lui Wellington. Aproape jumătate erau veterani ai Războiului Peninsular și restul proveneau din garnizoane. Prévost a primit ordin să neutralizeze puterea americană de pe lacuri, arzând Sackets Harbor pentru a obține controlul naval asupra Lacului Erie, Lacului Ontario și lacurilor superioare, și să apere Canada Inferioară de atacuri. A reușit să apere Canada Inferioară, dar altfel nu și-a îndeplinit obiectivele. Dat fiind anotimpul din ce în ce mai rece, s-a hotărât să invadeze în schimb statul New York. Armata lui depășea numeric pe apărătorii americani ai Plattsburgh-ului⁠(d), dar își făcea griji pentru flancuri, astfel că a hotărât că are nevoie de controlul naval asupra Lacului Champlain. Pe lac, escadrila britanică în frunte cu căpitanul George Downie⁠(d) și americanii sub comandant Thomas Macdonough erau echilibrați numeric.
Ajungând la Plattsburgh, Prévost a amânat asaltul până la sosirea lui Downie în fregata cu 36 de tunuri HMS Confiance⁠(en)[traduceți] terminată în grabă. Prévost l-a obligat pe Downie să atace prematur, după care nu a mai furnizat susținerea militară promisă. Downie a murit și forța sa navală a fost învinsă în bătălia de la Plattsburgh din Golful Plattsburgh la 11 septembrie 1814. Americanii aveau acum controlul asupra Lacului Lake Champlain; Theodore Roosevelt avea să spună că a fost „cea mai mare bătălie navală a războiului”. Apărarea pe uscat a fost coordonată de Alexander Macomb⁠(d). Spre uimirea ofițerilor săi, Prévost s-a întors, spunând că este prea periculos să rămână în teritoriul inamic după pierderea supremației navale. Prévost a fost rechemat la Londra și judecat de o curte marțială a Marinei, care a stabilit că înfrângerea fusese cauzată în principal de faptul că Prévost a mânat escadrila într-o acțiune prematură și nu a furnizat susținerea promisă cu forțele terestre. Prévost a murit subit, chiar înainte de întrunirea propriei curți marțiale. Reputația lui s-a deteriorat și mai mult după ce canadienii au susținut că miliția lor condusă de Brock a făcut treaba lui unde el dăduse greș. Mai recent însă, istoricii au fost mai blânzi cu el, comparându-l nu cu Wellington ci cu inamicii săi americani. Ei au considerat că pregătirile lui Prévost pentru apărarea Canadelor cu mijloace limitate a fost una energică, bine concepută și cuprinzătoare; și că, în ciuda șanselor slabe, îndeplinise obiectivul principal de a evita cucerirea americană.
În est, partea nordică a Massachusettsului, viitorul Maine, a fost invadată. Fort Sullivan de la Eastport⁠(d) a fost cucerit de Sir Thomas Hardy⁠(d) la 11 iulie. Castine⁠(d), Hampden⁠(d), Bangor⁠(d), și Machias⁠(d) au fost cucerite, iar Castine a devenit principala bază britanică până la 15 aprilie 1815, când britanicii au plecat, luând cu ei 10.750 de lire în taxe vamale, „Fondul Castine” care a fost utilizat pentru fondarea Universității Dalhousie. Eastport a fost retrocedat Statelor Unite abia în 1818.

#### Vestul american, 1813–15

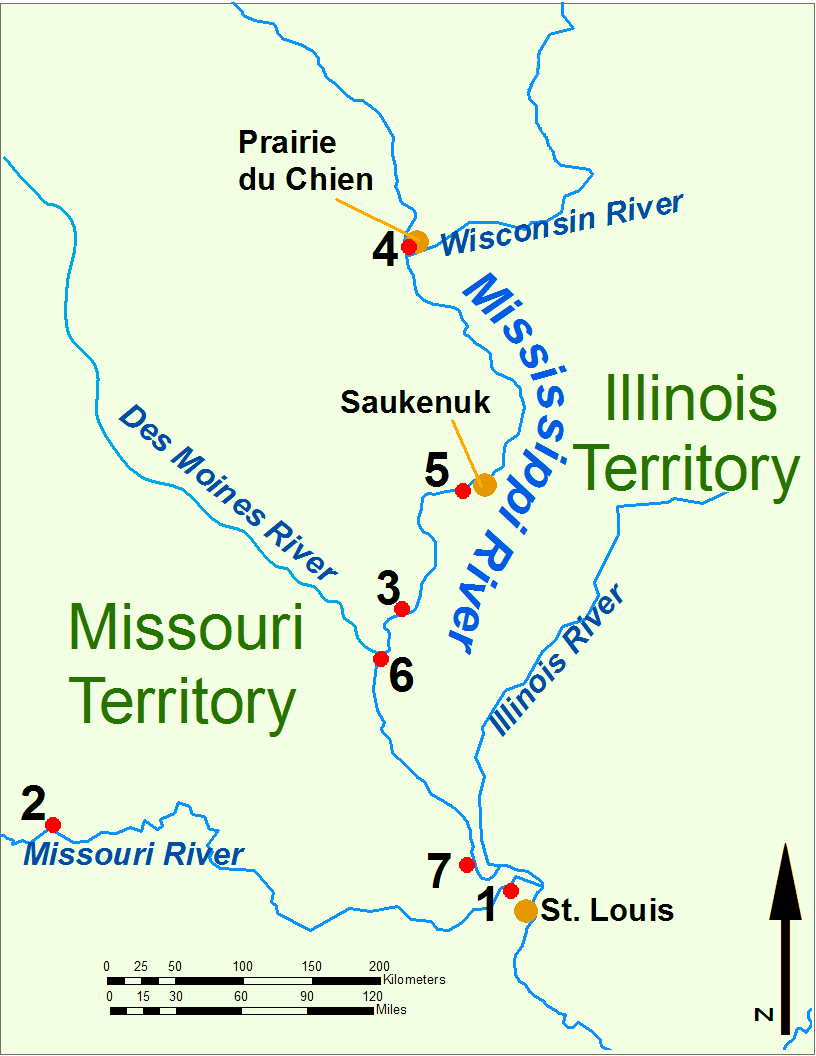
Bazinul superior al râului Mississippi în timpul Războiului din 1812. 1: Cartierul general american de la ; 2:, abandonat în 1813; 3:, căzut în 1813; 4:, căzut în 1814; 5:, iulie 1814 și, sept. 1814; 6:, abandonat în 1814; 7: și, mai 1815

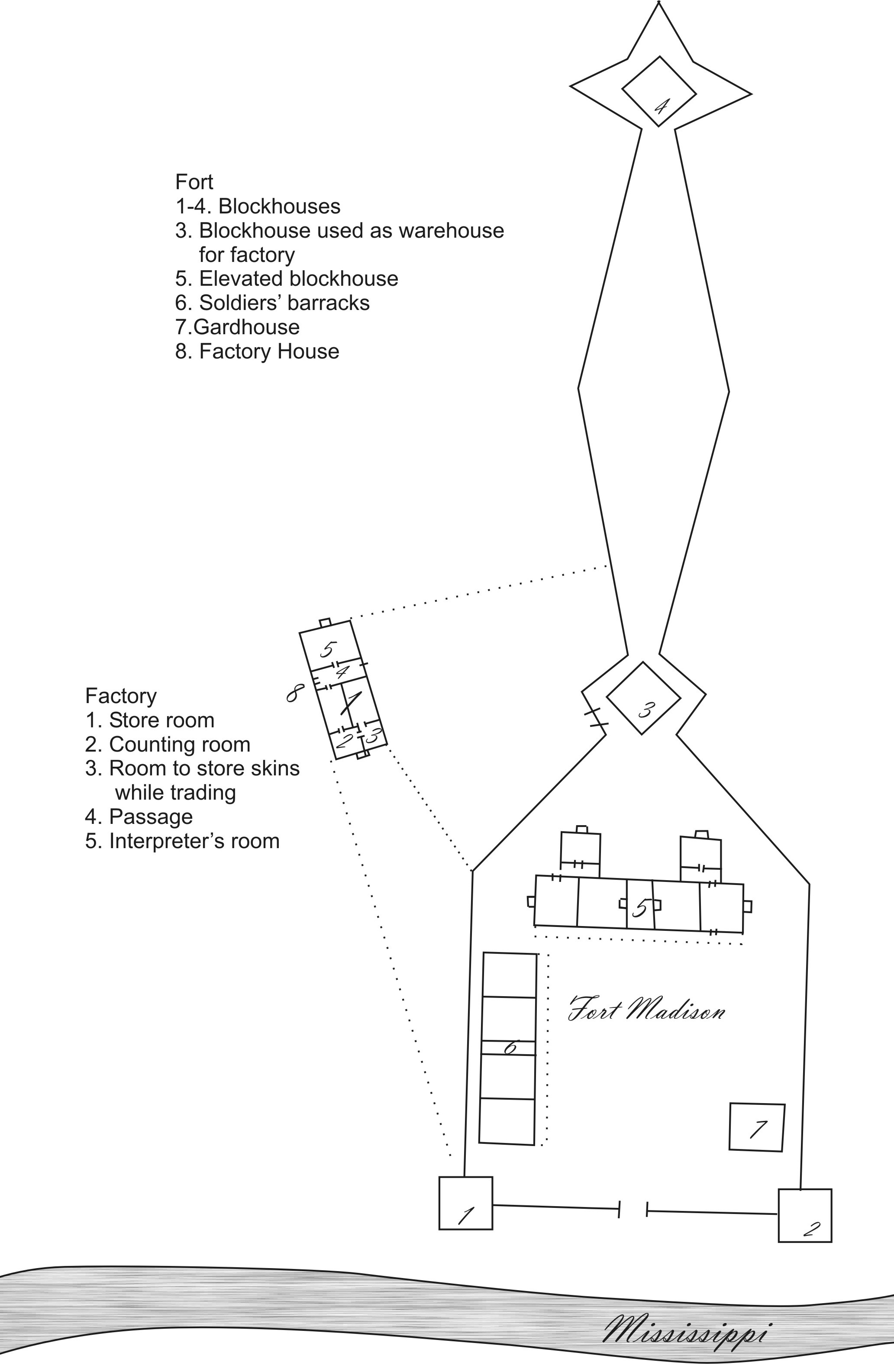
Planurile pentru originar în 1810, capturate de indienii susținuți de britanici în 1813

În 1812, valea fluviului Mississippi era frontiera vestică a Statelor Unite. Teritoriul dobândit prin Achiziția Louisianei din 1803 nu conținea aproape nicio așezare americană la vest de Mississippi cu excepția zonei Saint Louis și a câtorva forturi și târgușoare. Fort Belle Fontaine⁠(d), un vechi târgușor transformat în post al Armatei SUA în 1804, servea drept cartier general regional. Fort Osage⁠(d), construit în 1808 pe Missouri, era cel mai vestic avanpost al SUA, și a fost abandonat la începutul războiului. Fort Madison⁠(d), construit pe Mississippi în Iowa de astăzi, a fost construit tot în 1808, și fusese atacat încă de la construcție în mod repetat de indienii Sauk⁠(d), aliați ai britanicilor. În septembrie 1813, Fort Madison a fost abandonat după ce a fost atacat și asediat de băștinași, sprijiniți de britanici. A fost una din puținele bătălii date la vest de Mississippi. Șoim Negru⁠(d) a jucat rol de conducător.
Pe Lacul Huron nu s-a întâmplat nimic notabil în 1813, dar victoria americană de pe Lacul Erie și recucerirea Detroitului i-a izolat pe britanici acolo. În iarna care a urmat, o trupă canadiană condusă de locotenent-colonelul Robert McDouall⁠(d) a pus la punct o nouă linie de aprovizionare de la York la Golful Nottawasaga⁠(d) pe Golful Georgian⁠(d). Când a sosit la Fort Mackinac cu provizii și întăriri, el a trimis o expediție să recucerească târgușorul Prairie du Chien din vestul îndepărtat. Asediul lui Prairie du Chien⁠(d) a luat sfârșit cu o victorie britanică la 20 iulie 1814.
Anterior, tot în iulie, americanii au trimis cinci vase din Detroit să recucerească Mackinac. O forță amestecată, de soldați de profesie și voluntari a debarcat pe insulă la 4 august. Ei nu au încercat să-și ia inamicul prin suprindere și, în scurta bătălie de pe Insula Mackinac⁠(d), au fost prinși în ambuscadă de băștinași și au fost obligați să se reîmbarce. Americanii au descoperit noua bază de la Golful Nottawasaga și, la 13 august, au distrus fortificațiile și goeleta Nancy⁠(d) pe care au găsit-o acolo. Apoi, ei s-au întors la Detroit, lăsând două canoniere să țină Mackinac în blocadă. La 4 septembrie, canonierele au fost luate prin surprindere și capturate de un abordaj britanic de pe canoe și ambarcațiuni mici. Rezultatul net al acestor ciocniri de pe Lacul Huron⁠(d) a fost acela că Mackinac a rămas sub control britanic.
Garnizoana britanică de la Prairie du Chien a respins și ea un alt atac al maiorului Zachary Taylor. Trupele americane care se retrăseseră din bătălia de la Insula Credit⁠(d) de pe Mississippiul superior au încercat să se regrupeze la Fort Johnson⁠(d), dar fortul a fost și el abandonat curând, împreună cu mare parte din partea superioară a văii fluviului Mississippi. Pe teatrul îndepărtat de operațiuni, britanicii au rămas în avantaj până aproape de sfârșitul războiului, prin sprijinul acordat de mai multe triburi indigene care au primit daruri și arme de la britanici, ceea ce le-a permis să preia controlul asupra mai multor părți din ce este astăzi statele Michigan și Illinois, precum și asupra întregului Wisconsin actual.
După ce forțele americane au fost îndepărtate din regiunea Mississippiului superior, ele au rezistat mai spre est, în zona Missouri-St. Louis. Două bătălii notabile împotriva indienilor Sauk au fost bătălia de la Cote Sans Dessein, din aprilie 1815, la gurile râului Osage⁠(d) din Teritoriul Missouri, și bătălia dolinei⁠(d), din mai 1815, de lângă Fort Cap au Gris⁠(d).
La încheierea păcii, Mackinac și alte teritorii capturate au fost retrocedate Statelor Unite. Unii ofițeri britanici și canadieni s-au opus cedării așezării Prairie du Chien și în special a Mackinacului în conformitate cu tratatul de la Ghent. Americanii însă au păstrat postul de la Fort Malden, de lângă Amherstburg⁠(d), pe care îl capturaseră, până când britanicii s-au conformat tratatului.
Luptele între americani, indienii Sauk, și alte triburi băștinașe au continuat până în 1817, mult după încheierea războiului în est.

### Teatrul Atlantic

#### Strategiile inițiale

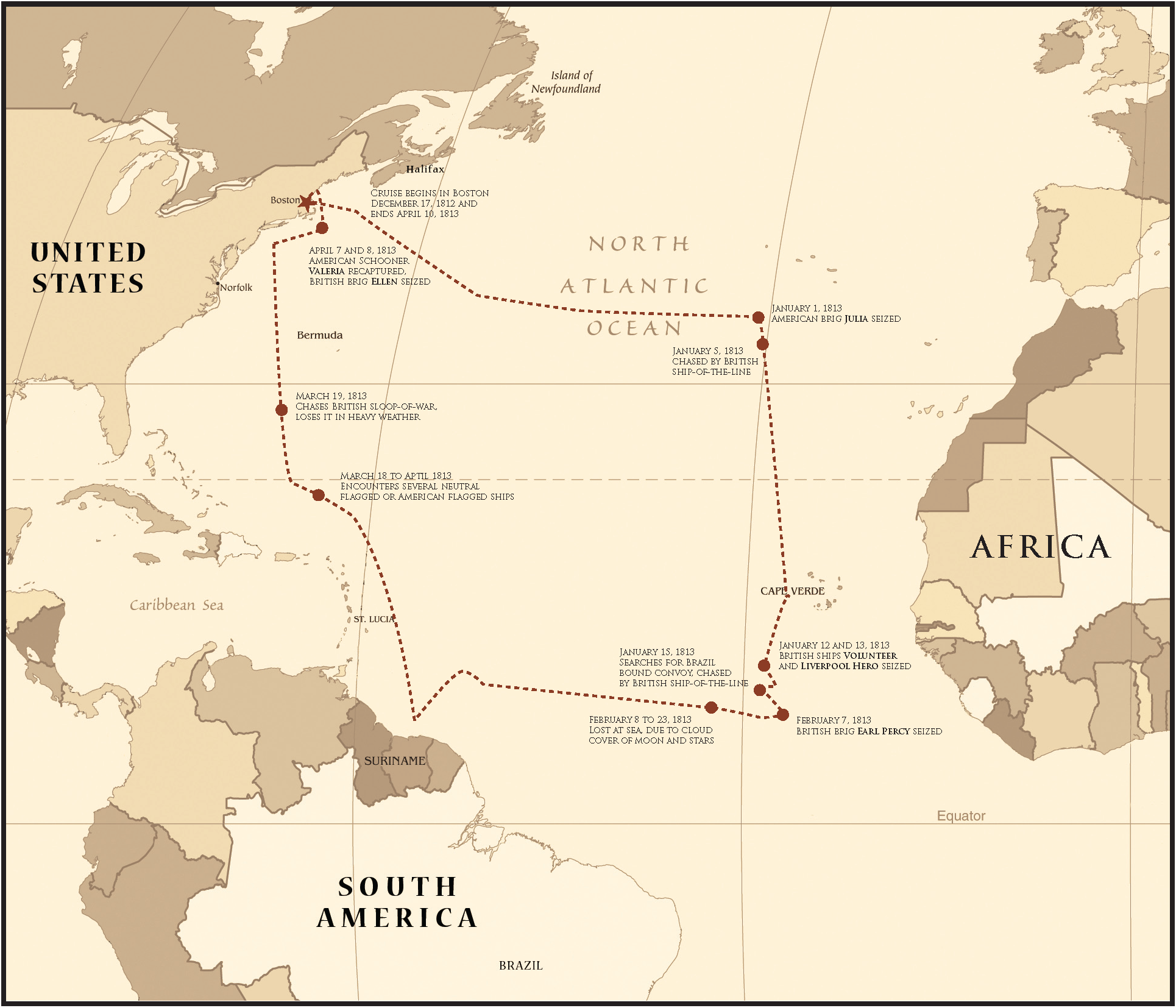
Hartă a primei călătorii a navei în timpul Războiului din 1812. Harta este cu granițele actuale.

În 1812, Marina Regală Britanică era cea mai mare din lume, cu peste 600 de crucișătoare și mai multe vase mici. Deși majoritatea acestora erau implicate în blocada contra Marinei Franceze și protejau interesele comerciale britanice împotriva corsarilor (de obicei francezi), Marina Regală încă avea 85 de vase în apele americane, incluzând aici toate vasele Marinei Britanice din apele nord-americane și caraibiene. Escadrila Nord-Americană⁠(d) a Marinei Regale, cu baza la Halifax, Nova Scotia (care a dus greul războiului), număra însă doar o navă de linie mică, șapte fregate, nouă sloopuri⁠(d) și bricuri împreună cu cinci goelete. Marina Statelor Unite, în schimb, era compusă din 8 fregate, 14 sloopuri și bricuri mai mici, și nu avea niciun vas de linie. SUA se lansaseră într-un program major de construcții navale înainte de război, la Sackets Harbor⁠(d) și continuau să producă nave noi. Trei dintre fregatele americane erau deosebit de mari și puternice pentru clasa lor, mai mari decât orice fregată britanică din America de Nord. Fregata standard britanică de la acea dată era o navă cu 38 de tunuri, având de regulă până la 50, cu o baterie principală formată din tunuri cu proiectile de 8 kg; USS Constitution, President, și United States erau în schimb nave de 44 de tunuri, cu 56–60 de tunuri și o baterie principală cu proiectile de 11 kg.
Strategia britanică era aceea de a-și proteja propriile vase comerciale ce veneau și plecau din Halifax, Nova Scotia, și din Indiile de Vest, și de a aplica o blocadă a marilor porturi americane pentru a restricționa comerțul american. Din cauza inferiorității numerice, strategia americană a fost de a produce perturbații prin tactici de atac-fugă, cum ar fi luarea de capturi⁠(d) și intrarea în luptă cu vase britanice doar în circumstanțe favorabile. La câteva zile după declarația oficială de război, a scos două escadrile mici, inclusiv fregata President și sloopul Hornet⁠(en)[traduceți] sub comanda comodorului John Rodgers⁠(d), și fregatele United States și Congress⁠(en)[traduceți], cu bricul Argus⁠(en)[traduceți] sub comanda căpitanului Stephen Decatur. Acestea au fost la început concentrate ca o singură unitate condusă de Rodgers, care intenționa să oblige Marina Regală să-și concentreze propriile nave pentru a împiedica capturarea unor unități izolate de către puternica sa forță.
Numeroase nave comerciale americane se întorceau în Statele Unite la izbucnirea războiului, și dacă Marina Regală era concentrată, atunci nu putea urmări toate porturile de pe coasta americană. Strategia lui Rodgers a funcționat, prin aceea că Marina Regală și-a concentrat majoritatea fregatelor în largul Portului New York⁠(d) sub comanda căpitanului Philip Broke⁠(d), permițând multor nave americane să ajungă acasă. În drumul său însă, Rodgers a capturat doar cinci nave comerciale mici, și americanii nu au concentrat ulterior mai mult de două sau trei nave împreună ca o unitate.

#### Acțiuni maritime individuale
Atât onoarea americanilor cât și a britanicilor a fost pusă la încercare în preludiul războiului. Afacerea Chesapeake–Leopard⁠(d) jignise Statele Unite prin încorporarea marinarilor. Dat fiind că la mijloc era onoarea, metoda adecvată prin care Marina Statelor Unite se putea reabilita era duelul. La fel, onoarea britanicilor a fost știrbită în afacerea Little Belt în care asupra sloopului britanic HMS Little Belt⁠(en)[traduceți] s-a tras de pe fregata americană President⁠(en)[traduceți] după ce President confundase Little Belt cu fregata britanică HMS Guerriere⁠(en)[traduceți]. Căpitanul James Dacres al navei Guerriere a început un ciclu de dueluri între fregate provocând USS President la un duel între două nave pentru a răzbuna piederile de pe Little Belt. Comodorul John Rodgers⁠(d), comandant al navei USS President a refuzat provocarea deoarece se temea de intervenția restului escadrilei britanice condusă de comodorul Philip Broke⁠(d), din care făcea parte Guerriere.

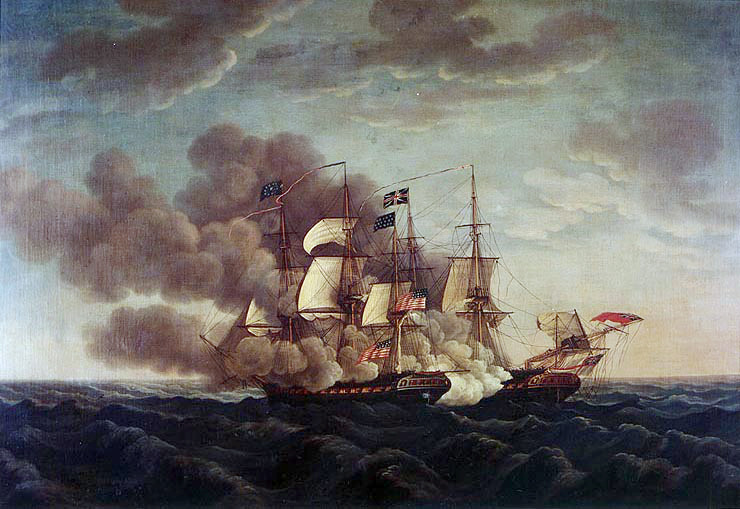
învinge, un eveniment important din cursul războiului.

Între timp, USS Constitution, comandată de căpitanul Isaac Hull⁠(d), a plecat din Golful Chesapeake la 12 iulie. La 17 iulie, escadrila britanică a comodorului Broke, care cuprindea și nava Guerriere s-a lansat în urmărire în larg de New York, dar Constitution și-a evitat urmăritorii timp de două zile. Constitution a oprit pentru scurt timp la Boston pentru a-și reface proviziile de apă. Comodorul Broke a detașat Guerriere din escadrilă pentru reparații, întrucât Guerriere, navă de producție franceză, avea eșafodaj slab (grinzi prinse cu o clemă îngroșată, nu cu coturi verticale și orizontale) și, din această cauză, putrezise și lua apă. Mai mult, ea fusese lovită de un trăsnet, care i-a avariat grav catargele. Constitution s-a întâlnit cu Guerriere și a intrat într-un duel⁠(d) pentru repararea onoarei americanilor. Căpitanul Dacres era dornic să intre în luptă cu fregata americană întrucât Constitution era nava-soră⁠(d) a lui President și ar fi servit drept înlocuitor adecvat pentru un duel care să repare onoarea britanică. USS Constitution avea cu circa 50% mai mulți oameni, mai multă putere de foc, tonaj mai mare și eșafodaj (care determină cât de grave sunt avariile în urma tirului inamic) decât Guerriere. Pe cale de consecință, Constitution a ieșit victorioasă. După o bătălie de 35 de minute, Guerriere pierduse catargele și a fost capturată, și apoi arsă. Constitution a dobândit astfel porecla „Old Ironsides” întrucât s-a văzut cum multe ghiulele britanice ricoșau din carena ei datorită eșafodajului greu al lui Constitution. Hull s-a întors la Boston cu vestea acestei importante victorii.
Similar, la 25 octombrie, USS United States, comandată de căpitanul Decatur, a capturat fregata britanică HMS Macedonian⁠(en)[traduceți], pe care a adus-o în port. La sfârșitul lunii, Constitution a pornit spre sud, acum sub comanda căpitanului William Bainbridge⁠(d). La 29 decembrie, în larg de Bahia, Brazilia, s-a întâlnit cu fregata britanică HMS Java⁠(en)[traduceți]. După o bătălie de trei ore, Java și-a coborât steagul⁠(d) și a fost arsă după ce s-a decis că nu este recuperabilă. Constitution părea la început relativ neavariată în luptă, dar ulterior s-a constatat că Java nimerise catargele lui Constitution cu proiectile de 8 kg, dar catargul nu căzuse din cauza diametrului imens. A căzut însă în timp ce era la docuri. United States, Constitution și President erau toate cu circa 50% mai mari la tonaj, la echipaj, la putere de foc și la dimensiune a eșafodajului decât Macedonian, Guerriere și Java (Guerriere era și putrezită și avariată de trăsnet, și slabă prin construcția efectuată de francezi; Java avea pușcași marini mai mulți la bord, ceea ce a echilibrat puțin balanța forței umane, deși și ea era de construcție franceză; Macedonian se încadra aproape perfect în statistica de 50%).

Marines aboard engage June 1814

Sloopurile Marinei SUA câștigaseră și alte victorii în fața sloopurilor Marinei Regale cu armament aproximativ similar. Sloopurile americane Hornet⁠(en)[traduceți], Wasp (1807)⁠(en)[traduceți], Peacock⁠(en)[traduceți], Wasp (1813)⁠(en)[traduceți], și Frolic⁠(en)[traduceți] erau mai bine echipate decât sloopurile britanice de Cruizer-class echipate ca bricurile, ceea ce le-a conferit americanilor un avantaj important. Vasele lor erau mai manevrabile în luptă datorită varietății mai mari de vele. Mai important, bricurile pot pierde abilitatea de a face virajele dacă renunță la anumite tipuri de vele, cum ar fi în cazul în care trebuie să compenseze dezechilibre produse de avarii suferite în luptă. Vasele americane aveau și mai multe catarge decât bricurile și își permiteau să piardă catarge, păstrându-și manevrabilitatea. În timp ce navele americane aveau echipaje experimentate și bine pregătite, Marina Regală trebuia să păstreze echipajele pentru importantul conflict european, astfel că navele lor din Atlanticul de Vest aveau echipaje reduse și calitatea medie a acestora suferea, serviciul constant pe mare în America de Nord ținându-i departe și de instrucție și exerciții. Singura ciocnire navală între două sloopuri echipate ca bricuri a fost între bricul britanic Cruizer-class Pelican (1812)⁠(en)[traduceți] și nava americană Argus⁠(en)[traduceți] în care Pelican a ieșit învingătoare datorită tonajului și puterii de foc superioare, chiar dacă echipajul era mai puțin numeros. Deși nu era sloop, bricul înarmat Boxer⁠(d) a fost capturat⁠(d) de sloopul-bric Enterprise⁠(en)[traduceți] într-o luptă sângeroasă câștigată de Enterprise datorită forței superioare.
Era evident că în lupte navă-contra-navă, forța superioară era cel mai important factor. Ca răspuns la faptul că majoritatea navelor americane aveau putere mai mare ca cele britanice de clasă similară, Regatul Unit a construit cinci fregate grele cu 40 de tunuri de 11 kg și două fregate „spar-decked” cu 60 de tunuri (HMS Leander⁠(en)[traduceți] și HMS Newcastle⁠(en)[traduceți]) și a redus⁠(d) trei foste nave de linie cu 74 de tunuri transformându-le în fregate grele. Pentru a contracara sloopurile de război americane, britanicii au construit Cyrus-class ship-sloops cu 22 de tunuri. Amiralitatea Britanică a instituit și o nouă politică, conform căreia cele trei fregate grele americane nu trebuie să fie atacate decât de nave de linie sau de o escadrilă completă de fregate.

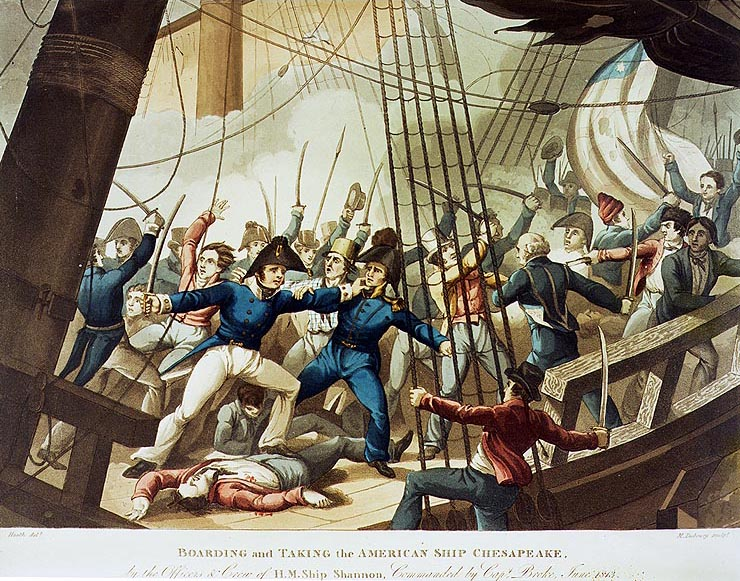
Căpitanul conducând abordajul lui USS Chesapeake

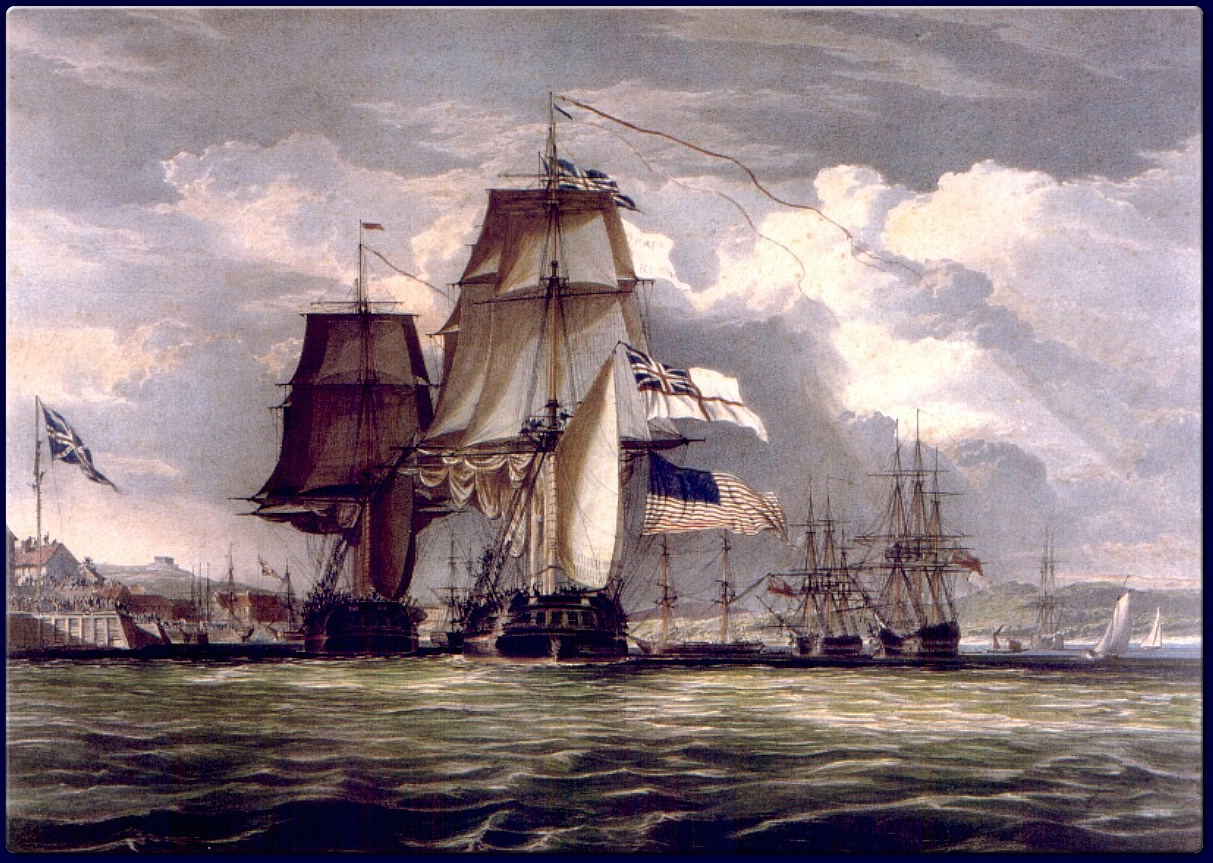
conducând fregata americană capturată la Halifax, Nova Scotia (1813)

Comodorul Philip Broke pierduse Guerriere în fața lui Constitution chiar din propria lui escadrilă. Știa că Dacres de pe Guerriere intenționa să se dueleze cu fregata americană pentru a răzbuna pierderile de pe Little Belt produse de USS President în 1811. Întrucât Constitution capturase Guerriere, Broke intenționa să restaureze onoarea lui Dacres capturând Constitution, care era în reparații la Boston la începutul lui 1813. Broke a aflat că Constitution încă nu este gata să iasă pe mare. Din acest motiv, el s-a hotărât să atace Chesapeake⁠(en)[traduceți] întrucât Broke avea provizii și apă puține și nu putea să aștepte după Constitution. Căpitanul James Lawrence⁠(d) al lui Chesapeake era dezinformat de propaganda care trebuia (și a reușit) să ridice moralul americanilor, afirmând că cele trei dueluri între fregate din 1812 erau la forțe egale, ceea ce l-a făcut pe Lawrence să creadă că va fi ușor să captureze nava Shannon (1806)⁠(en)[traduceți] a lui Broke. Lawrence a mers până într-acolo încât a aranjat dinainte un banchet în cinstea echipajului său victorios. Broke, pe de altă parte, își antrenase ani de zile echipajul și dezvoltase inovații de artilerie pe nava lui, iar Shannon era deosebit de bine pregătită de luptă. La 1 iunie 1813, Shannon a capturat⁠(d) Chesapeake într-un duel care a durat mai puțin de cincisprezece minute în Portul Boston⁠(d). Lawrence a fost rănit mortal și a strigat cuvintele rămase celebre: „Spune oamenilor să tragă mai rapid! Nu predați nava!” Cele două fregate aveau armament și lungime aproape identice. Echipajul lui Chesapeake era mai numeros, nava avea tonaj mai mare și avea putere superioară dată de lemnărie (ceea ce i-a făcut pe britanici să afirme că este supraconstruită), dar mulți din membrii echipajului său nu activaseră și nu se pregătiseră împreună. Shannon fusese pe mare multă vreme, și carena îi începuse să putrezească, exagerând și mai mult handicapul dat de puterea lemnăriei. Cu toate acestea, lupta s-a dovedit a fi singura acțiune între două nave în care cele două erau de forță aproximativ egală în timpul întregului conflict. Cetățenii britanici au reacționat cu ușurare și cu entuziasm la sfârșitul seriei de victorii americane. Această acțiune a fost, procentual, una dintre cele mai sângeroase bătălii ale epocii din cauza distanței mici la care s-au aflat navele, din cauza abordajului (care a însemnat luptă corp la corp) și din cauza filosofiei lui Broke în ce privește artileria, anume „Omoară oamenii și nava îți rămâne ție”, cu mai mulți morți și răniți decât a suferit HMS Victory în patru ore de luptă la Trafalgar. Căpitanul Lawrence a murit, iar căpitanul Broke a fost atât de grav rănit că nu a mai comandat niciodată vreo navă pe mare. Americanii au făcut apoi ce făcuseră și britanicii în 1812 și au interzis duelurile navă-la-navă în urma acestei ciocniri.
În ianuarie 1813, the fregata americană Essex⁠(en)[traduceți], sub comanda căpitanului David Porter⁠(d), a ieșit în Pacific pentru a hărțui transporturile maritime britanice. Numeroase baleniere britanice dețineau scrisori de autorizare⁠(d) ce le permiteau să atace balenierele americane, și aproape că le distruseseră industria. Essex a contestat această practică, producând daune considerabile intereselor britanice. Consoarta lui Essex,  USS Essex Junior⁠(en)[traduceți] (înarmată cu douăzeci de tunuri) a fost capturată⁠(d) în larg de Valparaíso, Chile, de către fregata britanică HMS Phoebe⁠(en)[traduceți] și sloopul HMS Cherub⁠(en)[traduceți] la 28 martie 1814 în ceea ce părea a fi, statistic, o bătălie între forțe egale, întrucât Essex și Phoebe aveau același tonaj, eșafodaj, și aceeași greutate a bordajului, la fel Cherub și Essex Junior (cu excepția eșafodajului, mai ușor din construcție la Essex Junior decât la Cherub). Încă o dată, americanii aveau mai mulți oameni. Phoebe era însă înarmată cu tunuri de rază lungă de acțiune, cum nu avea nicio altă navă dintre cele implicate. Mai mult, căpitanul Hillyar se folosise de metodele de artilerie ale lui Phillip Broke pe Phoebe și Cherub cu observări tangente și disparate. Aceasta a conferit navelor britanice un avantaj important la distanța de la care s-a dus bătălia.
Ciclul duelurilor cauzate de afacerea Little Belt, USS President a fost în cele din urmă capturată⁠(d) în ianuarie 1815. Spre deosebire de ciocnirile anterioare, President nu a fost capturată în urma unui duel. În conformitate cu cerințele Royal Navy, President a fost urmărită de o escadrilă formată din patru fregate, una cu 56 de tunuri. President era o navă extrem de rapidă și a reușit să se îndepărteze de rapida escadrilă bbritanică, cu excepția lui HMS Endymion⁠(en)[traduceți] care era considerată cea mai rapidă navă în epoca navigației cu pânze. Căpitanul Henry Hope de pe Endymion își dotase nava cu tehnologia lui Phillip Broke, așa cum făcuse căpitanul Hillyar pe Phoebe. Astfel, el a dobândit un ușor avantaj la distanță și a încetinit-o pe President. Comodorul Decatur de pe President avea avantajul forței eșafodajului, al puterii de foc, al echipajului, și al tonajului, dar nu și pe cel al manevrabilității. Deși avea mai puține tunuri, Endymion era înarmată cu proiectile de 11 kg, ca și President. Aceasta însemna că un foc de pe Endymion putea penetra carena lui President, spre deosebire de proiectilele lui Guerriere care ricoșaseră din carena lui Constitution sau cele ale lui Java care nu reușiseră să reteze catargul lui Constitution. Conform filosofiei lui Broke de „Omoară omul și nava e a ta”, Endymion a tras asupra carenei lui President deteriorând-o grav (producând găuri sub nivelul apei, dezafectând 10 din cele 15 tunuri de la babord, făcând apa să intre în cală; proiectile de pe Endymion au fost găsite și în cala de muniții⁠(d) a lui President.). Decatur știa că singura speranță era aceea de a distruge pe Endymion și apoi de a fugi de restul escadrilei. Nu a reușit, și ca urmare și-a predat nava „căpitanului fregatei negre (Endymion)”. Decatur a profitat de faptul că Endymion nu avea bărci intacte și a încercat să se strecoare sub adăpostul întunericului, dar a fost prins din urmă de HMS Pomone. Decatur s-a predat fără luptă.
Decatur a dat relatări inconsistente despre bătălie, spunând că President era deja „grav avariată” de un naufragiu dinainte de luptă, dar că a scăpat fără avarii după lupta cu Endymion. El a afirmat că Pomone a produs pierderi „semnificative” pe President, deși echipajul lui President susține că atunci ei se aflau sub punte, adunându-și lucrurile, întrucât deja capitulaseră. Deși a spus „predau nava mea căpitanului fregatei negre”, Decatur scrie că a spus și, „mă predau escadrilei”. Mulți istorici, însă, cum ar fi Ian Toll, Theodore Roosevelt, și William James⁠(d), citează remarcile lui Decatur fie drept confirmare a faptului că Endymion a capturat-o pe President singură, fie că President s-a predat întregii escadrile, când de fapt adevărul era undeva la mijloc.
Succesele din luptele navă-la-navă a ridicat moralul americanilor după eșecurile repetate ale invaziilor Canadei Superioare și Inferioare. Aceste victorii nu au avut însă niciun efect militar asupra războiului pe mare, întrucât nu au modificat echilibrul forțelor navale, nu au împiedicat procedurile de aprovizionare și întărire ale britanicilor, și nici măcar nu au făcut să crească prețurile asigurărilor navelor comerciale britanice. În timpul războiului, Marina Statelor Unite a capturat 165 de nave comerciale britanice (deși corsarii au capturat mult mai multe), în vreme ce Marina Regală a capturat 1.400 de nave comerciale americane. Mai important, blocada britanică a coastei Atlanticului a făcut ca majoritatea navelor americane să nu poată ieși în larg și au devastat economia Statelor Unite.

#### Corsarii
Operațiunile corsarilor americani s-au dovedit o amenințare mi mare pentru comerțul britanic decât Marina SUA. Ei operau prin tot Atlanticul și au continuat până la încheierea războiului, mai ales din porturi ca Baltimore. Corsarii americani au raportat capturarea a 1300 de nave comerciale britanice, în comparație cu cele doar 254 capturate de Marina SUA, deși compania de asigurări Lloyd's of London a raportat pierderea a doar 1175 de nave britanice, dintre care 373 au fost recapturate, pierderile totale fiind de 802. Istoricul canadian Carl Benn scria că corsarii americani au capturat 1344 de nave britanice, dintre care 750 au fost luate înapoi de britanici. Britanicii au reușit însă să limiteze pierderile produse de corsari prin aplicarea cu strictețe de către Marina Regală a politicii mersului în convoi și capturând 278 de vase de corsari americani. Din cauza dimensiunilor uriașe ale flotei comerciale britanice, capturile americanilor au afectat doar 7,5% din flotă, neproducând nicio problemă de aprovizionare și de întărire forțelor britanice din America de Nord. Din 526 de vase de corsari americane, 148 au fost capturate de Marina Regală și doar 207 au reușit să captureze ceva.
Datorită dimensiunii mari a Marinei lor, britanicii nu s-au bazat atât de mult pe corsari. Majoritatea celor 1407 nave comerciale britanice au fost capturate de Marina Regală. Acest război a fost ultima oară când britanicii au mai colaborat cu corsarii, întrucât această practică începuse să fie considerată costisitoare din punct de vedere politic, și cu beneficii mici în menținerea supremației maritime. Corsăria a rămas însă populară în coloniile britanice. A fost ultima ieșire din scenă a piraților din Bermude care s-au întors la acțiune după experiențele din războaiele anterioare. Rapidele și manevrabilele sloopuri bermudeze au capturat 298 de nave americane. Goeletele de corsari din America de Nord Britanică, mai ales din Nova Scotia, au capturat 250 de nave americane și s-au dovedit deosebit de eficiente la blocarea comerțului american de coastă și la capturarea de nave americane mai aproape de țărm decât navele de luptă ale Marinei Regale.